# ほんとにあった! 呪いのビデオ
『ほんとにあった!呪いのビデオ』（ほんとにあった のろいのビデオ）は、1999年（平成11年）から続く日本のホラー・オリジナルビデオ・シリーズ。
副題は「一般投稿により寄せられた戦慄の映像集」。通称は「ほん呪」。
製作は株式会社ブロードウェイ・株式会社パル企画、NSW（日本スカイウェイ）、販売は株式会社ブロードウェイ。同社が扱うホラー・オリジナルビデオ・シリーズ『ほんとうにあった怖い話』の姉妹作の位置付けとなる（朝日新聞出版刊のホラーコミックとそれを基にしたオリジナルビデオ、さらにそれを基にしたフジテレビ制作のドラマ『ほんとにあった怖い話』との関連はない。）。衛星一般放送事業者によって、エンタメ〜テレ（スカパー720ch）やCSのファミリー劇場にてテレビ放送がされている。
初代の構成・演出は中村義洋と鈴木謙一。8巻から10巻まで松江哲明、11巻から15巻まで坂本一雪、16巻から21巻まで福田陽平、22巻から41巻まで児玉和土、42巻から55巻まで岩澤宏樹、56巻から70巻まで菊池宣秀、71巻から75巻まで福田陽平、寺内康太郎、76巻から80巻まで福田陽平、川居尚美、81巻から89巻までKANEDA、90巻から94巻までマキタカズオミ、95巻から藤本裕貴が今作の監督を務める。

## 概要
いわゆる「心霊現象」が発生していると思われる映像が一般から投稿されてきたとして、その内容を検証する形をとる、疑似ノンフィクションのオカルト・ホラー作品。映像だけを収録するものもあれば投稿者へのインタビューを交えたものもあり、スタッフが現場に赴いて霊的現象を調査するドキュメンタリー的な内容も含まれている。
1999年8月22日に初巻の発売から2024年8月7日まで通常版作品108巻、スペシャル版作品（『ほんとにあった!呪いのビデオSpecial』）5巻、バージョンX版（『ほんとにあった!呪いのビデオVer.X』）4巻、その他の作品まで含め計123作品が発売されている。なお、全ての作品において製作委員会方式が採用されている。
初期作品の発売当初はVHS版であったが、2002年に1巻から6巻までの通常版とスペシャル1巻の中から厳選した作品を集めた映像集『BEST SELECTION』の発売を皮切りにDVD版として発売されるようになり、初巻発売から4年目の2003年8月22日に初巻と2巻がDVD版として再発売された。これを皮切りに過去のVHS版のDVDリマスタリングが順次再発売されるようになり、従来のVHS版で生じていた再生過多や経年変化によるノイズや伸びなどの問題を解決し、映像鮮明度が飛躍的に向上した。
また、視聴する側の変化だけでなく投稿された映像の変化も大きく、初期作品にはVHSや8ミリ、ベータマックス、Hi8などのビデオテープに録画した形式での投稿映像が多かったが、近年の作品では携帯電話の動画モードやデジタルカメラの録画機能、あるいはスマートフォンを利用した動画などが大勢を占める。インターネットサイト上の動画、あるいは投稿される映像自体もVHSテープなどで送られてくる物から、microSDやUSBメモリなどデジタル化が進むも、従来のアナログ形式で録画された投稿映像も未だに根強い。
2009年に発売10周年記念と題して各種のイベントが用意された。そのうちの1つとして、『ほんとにあった!呪いのビデオ』32巻から34巻までの3巻連続発売を同年の6月から8月に掛けて行った。その結果、現在においても夏期には3か月連続発売が継続している。また、同じくパル企画とNSWが製作を手掛けているホラーオリジナルビデオシリーズ『ほんとうにあった怖い話』との両作品を携帯電話向け動画配信サービスとして2009年7月15日より開始した。当初はSoftbankのみの公式携帯サイトであったが、後にau、NTT DoCoMoにおいても公式サイトとなった。このサイト上で配信されている『ほんとにあった!呪いのビデオ』の動画は「呪いの動画」と命名された。
2009年からパル企画がTwitterを開始。2010年6月4日発売の通常版37巻より、アスペクト比16:9の高精細度テレビジョン放送化に対応した物になされた。2010年8月5日より『ほんとにあった!呪いのビデオ』シリーズをiTunes App Storeより販売開始（※：制作はhomura incによる）。iOS 4.0以上のiPod touchに対応する。
2019年にはシリーズ20周年を祝して、「ほん呪生誕20周年オールナイト上映会」がテアトル新宿にて開催された。同イベントでは今シリーズの熱狂的なファンである小出祐介を司会に迎え、中村義洋、白石晃土、福田陽平、川居尚美らによるトークショーのほか、かつてシリーズに携わっていた寺内康太郎、近野恵美、寒川聖美、舞木ひと美、大力、大塚裕司も会場に参加した。

## 作品の流れ
2003年頃より本編が開始前に視聴者に注意を促す文面が流れるのが一般的となっている。
（リング編より）
（Special 5より）
（13巻より）
（14巻より）
（15巻より）
（16巻より）
（17巻より）
（18巻より）
（19巻より）
（20巻より）
（21巻より）
（22巻より）
（23巻 - 54巻、56巻 - 99巻、101巻 - 108巻より）
（110巻以降）
The Movie、The Movie 2、55巻は劇場公開作品のため、視聴者に注意を促す文面ではなく、「ほんとにあった!呪いのビデオ」シリーズを紹介する文面が流れる。
（The Movie、The Movie 2より）
（55巻より）
上記の巻頭テロップの後、後述する投稿映像の流れの通りに最初の投稿映像が流され、その後に初めてタイトルが表示される。お祓いは都内にある神社で年に数回スタッフが投稿映像をまとめて持参して行っている事が、25巻で説明されている。
作品の進行は、映像とナレーションを用いて行われるドキュメンタリー色を強調した表現を初期作品より打ち出してきた。現在では疑似ノンフィクション作品ではごく一般的な手法であるが当時としては画期的であり、今日において他社の類似作品においても本作品の作品の流れは多少の差異はあれど踏襲されている。ナレーションに関しては初代の高橋眞三樹が行っていた時期に既に原型が完成していたが、このナレーションをより発展させたのが、現在担当する中村義洋である。投稿映像を紹介する流れは、例えば最初に「これは投稿者がとある海岸で撮影した物である」と言った形で、大まかにその映像を投稿された概要から説明される。その後に映してしまったとされる心霊現象について「投稿者が語るには何か得体の知れない物を映してしまったと言うのだが…」のように語り、最初の流れを一旦は閉める。投稿映像のみを紹介する場合はそのまま映像が紹介されるが、ドキュメンタリー風投稿映像の場合は上記に加えてスタッフと投稿者との会話のやり取りや現場検証を行う。このやり取りに現在では「演出補」（演出助手とも。詳細は後述）と呼ばれるスタッフが行っているが、初期はこの役割の者が居なかった為に構成・演出の中村と鈴木が兼任で行ったり、「リポーター」という名目で北川らが投稿者とのやり取りを行う場合もあった。これらやり取りを終えて大方の内容が視聴者に伝わると投稿映像に切り替わり、「それでは、問題の映像（箇所）をご覧頂こう…」と語って心霊現象が映し出されている箇所の映像を流す。
その後、「Replay（映像リプレイ）」が流されて「お分かり頂けただろうか?」「お分かり頂けたことと思う…」「お気付きになられたであろうか?」などと語って、投稿映像を再生し直してその心霊現象がどの辺りにどのように映し出されているかを語り始める。リプレイは最初に流した映像よりも再生時間を短くし、心霊現象の箇所を更にピンポイントに再生している。更にその後、スローモーションやアップで心霊映像をリプレイする。この場合、以前は「それでは、もう一度ご覧頂こう…」と言うのが通例だったが、近年の中村はあえて何も語らずに投稿映像を流し続ける手法を使用し、沈黙の効果を最大限に活用したり投稿者や映像の中に映る人物のその後などを語る例もある。そして、問題の映像が最も鮮明に映し出されている箇所で静止し「まさかこれは、撮影した○○さんを死の世界に引きずり込む為に現れた霊とでも言うのだろうか?」などと、投稿者とのやり取りやそれが撮影された状況、あるいは曰く付きの現場などの舞台背景から映像に映り込んだ謎の被写体の心境を、中村義洋が代弁するかのように語ってその話を閉める。最後に「…とでも、言うのだろうか?」と語りを閉めるのが、近年の『ほんとにあった！呪いのビデオ』シリーズの大半の通例となっている。中には心霊映像よりも不可解な音声が本題になっている場合もあり、その場合はスローモーションや早送りにする事で人間の声のように聞こえる物も存在。この場合は敢えて音声を大きく編集されてリプレイされる。音声の場合でも同様に閉めの言葉は「…とでも、言うのだろうか?」が決まり文句となっている。
これらの作品が通常版では約60 - 80分、スペシャル版で約90分が流れ、中村の語りと共にクレジットが流れて本編がすべて終了。その後、「『ほんとにあった!呪いのビデオ』一般募集のご案内」のテロップが表示され、一般公募を募る。投稿映像の送り先住所は第1巻から共通して同じ住所であるが、この所在地には製作を担当しているパル企画の分室（コピーライツファクトリーが管轄）がある。応募資格については年齢・性別ともに一切不問であり、常に続編が想定されている為に締切日も設けられていない。必ずしも投稿作品が「映像」である必要性はなく、いわゆる「心霊写真」でも良しとされる。ただし、心霊写真による投稿が本シリーズを通して採用されるケースは極めて稀である（『パート3』「心霊写真が撮られた現場にて」のみ）。
一般応募された投稿映像の扱いに関しては、その返却は一切しないと言うのが原則である。テロップ上にも「尚、送っていただいたテープや写真は返却いたしかねますので、ご了承の上、ご応募ください。」とある。37巻ではスタッフルームに不審者が押し入り、これらのビデオを譲るように迫られたが、この際に中村がナレーションで第三者はおろか、本人であっても原則として返却不可であると語っている。よって、投稿の際には自身でダビングテープなどの予備データを作成する必要があり、仮に不可解な映像云々は別として自身が大事な映像であると思うならば、その保存にはくれぐれも注意が必要である。
投稿映像が本作品に採用されると、賞金が設定されている。71巻現在での賞金額は最優秀者8万円、優秀者5千円の2段階である。この賞金額は非常に変動しやすい事で知られており、31巻から35巻までの間や44巻では最優秀者1万円、採用5千円という賞金額が最も低い時期であった。なお、最も高かった時期は39巻の最優秀者20万円、優秀者10万円である。投稿者に贈られる賞金は最新巻に記載されている賞金となる。したがって、初期作品のリメイク版は当時の賞金（最優秀者5万円、優秀者1万円）に設定されたテロップに差し替えて再発売された（※：この一般公募案内テロップは『呪海スペシャル』『THE MOVIE 1』など、一部の作品には表示されない）。なお、投稿映像が採用された場合は採用の程度を問わず賞金とは別途に粗品も授与されていたが、近年では最優秀者にのみ「ほん呪特製Tシャツ」を粗品として渡される模様。
作品の傾向については以下の分類に分けられる。

### 一般投稿映像
投稿されてきた映像のみを紹介。ナレーションによる、大まかな撮影概要が投稿映像と共に流されながら説明される。ナレーション終了からその投稿映像内の不可解な部分が映し出されるのが一般的（稀にナレーション終了前に、不可解な部分が流れる場合もある）。著作権上の兼ね合いや世間的な体裁を考慮した結果、編集側と投稿者との間で顔を出す事や声の出演、あるいは近隣施設などの場所が特定できる物の撮影の承諾が得られなかった場合は、編集者側がモザイク処理を施したり音声編集を行うなどの配慮を行って作品化している。投稿者（差出人）不明の投稿映像の場合も同様に、投稿者との間で顔を出す事の承諾が得られなかったと認められる為、最低でも顔にモザイク処理、場合によっては音声編集が行われる。

### ドキュメンタリー風投稿映像
上記の一般投稿映像に加え、「演出補」と呼ばれるスタッフと撮影当時の状況や撮影までの不可解な兆候などをインタビューを交え、投稿映像を紹介。一般投稿映像に比べ、編集者と投稿者との間で顔を出す事の許可されている物が多い（例えばリング編では、投稿者や遺族に許可を頂いてモザイクをかけていない事を冒頭で謳っている）。
また、投稿者と演出補とのやり取りで「顔を映さない」と言う条件がなされている物は、モザイク処理以外に口より上部を映さない配慮がとられる場合もある。この場合、後に紹介される投稿映像に投稿者自身が映ってしまう場合は、モザイク処理で顔を隠される。その他、投稿者自身は顔出しが許可されているが、そこに含まれる友人や関係者の顔出しが許可されなかった場合、ほとんどの場合でそれら関係者にのみモザイク処理が施される。
40巻以降、取材の様子を撮影する際に更に匿名性を高めるべく映像のモザイク加工に加え、画面の色味をモノクロに変化させる事も追加された。
投稿者の氏名に関しては、プライバシーを考慮してか「仮名（仮の名前と言う意味）」を用いられる場合が多い。その為、会話の中で本名が発言されている場合は「ピー音」で規制される。ただし、例外も少なからずは存在。『Special 4』巻「消えた友人」終了後、スタッフロールの最中に演出補と投稿者の友人との会話に敢えてピー音を流さずに、神隠しに遭った少女の名前をフルネームで公表している。これは少女に纏わるエピソードと「泉南郡熊取町小4女児誘拐事件」（2003年5月20日発生）で行方不明となった女児とは無関係であるとする為の措置と考えられる（「赤いランドセルの少女」が収録される通常版11巻同様、この事件発生直後に発売されており、実際の事件と似た節が見受けられる）。また、話が尾を引くケースも見られ、「続・○○」や「○○後編」とその巻の間で2部に渡って紹介される場合もある。その他、数巻に渡って紹介される物もある。それらの多くが、今日までに事件や不可解な問題や現象が解決されていない（理由の多くは、投稿者を含む関係者が取材を拒んでいる）。投稿映像は、インタビュー後の投稿者や撮影場所に居合わせた友人らの人物、あるいはインタビューを行った演出補が、後に不可解な事件や現象に巻き込まれると言う事例もある。
なお、ごく稀に、本ドキュメンタリー部分の映像の終了時、取材中に映り込んだ部分が紹介される事がある（例:21巻「続・誘拐」や22巻「続・監禁」など）。

### シリーズ監視カメラ
道路や施設内、橋架などに設置された監視カメラに移り込んだ不可解な映像を紹介。基本的には投稿者へのインタビューがない場合が多いが、中には投稿者と演出補とのやり取りがある物もある。監視カメラシリーズの大きな特徴は定点映像であり、それらのほとんどに音声がない。あるいはモノクロ映像のものも多い。ナレーション終了後は、静寂の中で視聴者は不可解な映像を見るのが監視カメラシリーズの大きな特徴である。おおむね1巻に付き1本このシリーズの映像が収録されるのが恒例になっているが、未収録の巻もある。

### 視聴者側から見た作品の傾向
視聴者側からは上記の「一般投稿映像」、「ドキュメンタリー風投稿映像」、「監視カメラシリーズ」と言う枠組み以外に通称として周知されている下記のような作品の傾向がある。

#### 気付く系
投稿映像の撮影者や一緒に居合わせている人物が、不可解な現象にその場で気づいてしまう物を指す。「気付き系」や「気付いちゃう系」とも呼ばれる。視聴者も撮影者が撮影当時に感じた驚きや恐怖と同調する。初期作品では気づく系は珍しかったが近年では作品傾向として多くなりつつある。
代表例:通常版1巻「大学校舎にて」、13巻「呪いの女」、25巻「不気味な女」、37巻「呪いのわら人形」、45巻「首の家」、Special 5巻「疾走!」

#### 警告系
視聴者に投稿映像を見せる前に、警告文が表示される物を指す。近年ではカウントダウンも表示される為、「カウント系」とも呼ばれる。投稿者自身および何らかの事情で視聴体験に携わった人物全般（本シリーズ制作スタッフも含む）に対し、怪我・病気や謎の失踪（最悪の場合は事故死や自殺など）と言った「霊障」を伺わせる現象に見舞われたとされる映像を紹介する直前との注意が表示される。
出所不明の得体の知れない映像も多く、一般的に恐怖性が高いと言われている。

##### 該当作品（通常版）
- 2巻「作業服の男 後編」
- 7巻「動物霊」
- 16巻「続・死の予告」
- 20巻「添付された呪い」
- 24巻「ダビング」
- 27巻「シリーズ監視カメラ 製作委員会スタッフルーム」 - 途中より、通常版24巻「ダビング」で登場した警告系動画が再度全編挿入されている為。
- 39巻「狂死のビデオテープ 続・蛮行」
- 50巻「呪われたホーム・ムービー」
- 52巻「失われた仔ども達　続前編」
- 55巻「悪人」
- 56巻「リベンジ 後編」
- 59巻「邪心 後編」
- 64巻「スケープゴート 後編」
- 68巻「禁忌 続・中編」
- 80巻「続・縁恨 後編」
- 81巻「301号室2」
- 94巻「続・おまじない 後編」
- 99巻「怨音 後編」
- 100巻「赤い映像」
- 101巻「ジェノサイド 後編」
- 104巻「続・鬼女の山 後編」
- 106巻「呪いのビデオ 前編」
- 108巻「終・呪いのビデオ 後編」

##### 該当作品（Special）
- 1巻「続・作業服の男」 - 途中より、通常版2巻「作業服の男　後編」で登場した警告系動画が再度全編挿入されている為。

##### 該当作品（Ver.X）
- 2巻「続・砂嵐」
- 4巻「差出人不明投稿のビデオ」

### 美術デザイン関連における変遷
35巻以降、スタッフウェアと思われる物が確認された。これは、演出補の長田が着用していた黒地のTシャツで、背中の上部に「呪」と赤くバックプリントがなされた物であった。同巻後半では、白地に『ほんとにあった!呪いのビデオ』の最新ロゴが胸部にプリントされた物が公開された。当初はノベルティのようにも思われたが、36巻以降は同ロゴがバックプリントされた黒いスウェット生地のパーカが登場し、2009年後期より夏季と冬季両方のスタッフウェアが導入。パーカのフロントは左胸上部に赤く「呪」とプリントされ、ジップアップ式でフード付きとなっている。現在では投稿映像の最優秀者に同デザインのTシャツが粗品として授与される。

## スタッフ

### 製作総指揮
- 張江肇
- 鈴木ワタル

### プロデューサー
- 木谷奈津子（1巻 - 35巻）
- 大橋孝史（1巻 - 17巻）
- 磯田修一（16巻 - 46巻）
- 宮田生哉（36巻 - 81巻）
- 沢田慶（47巻 - 55巻）
- 岩崎正敬（56巻 - 59巻）
- 岩村修（57巻 - ）
- 張江暁（82巻 - ）

### 制作
- 横田直幸（11巻、Special 4巻）
- 花岡佐知子（Special 3巻）
- 元木隆史（Special 5巻）
- 広岡知人（22巻 - 23巻）
- 小泉史香（Special 5巻、13巻 - 14巻）
- 村田亮（Ver. X: 3巻）
- 渡邉俊朗（10巻）
- 籐屋敷隆志（15巻）

### 制作協力
- Love Illusion Pictures（戦慄投稿 BEST 20）

### 歴代監督
- 中村義洋（1巻 - 5巻、Special 1巻、6巻 - 7巻、100巻）
- 竹島頓首（呪海スペシャル）
- 九重勇次朗（Ver. X: 1巻 - 2巻）
- 松江哲明（8巻、Special 2巻、9巻 - 10巻）
- 白石晃士（Ver. X: 3巻 - 4巻、The Movie、The Movie 2）
- 近藤太（Special 3巻、リング編）
- 坂本一雪（Special 3巻、リング編、11巻、Special 4巻、12巻、Special 5巻、13巻 - 15巻）
- 山本清史（戦慄投稿 BEST 20）
- 福田陽平（16巻 - 21巻、71巻 - 80巻）
- 児玉和土（22巻 - 41巻）
- 岩澤宏樹（42巻 - 55巻）
- 菊池宣秀（56巻 - 70巻、109巻）
- 寺内康太郎（71巻 - 75巻）
- 川居尚美（76巻 - 80巻）
- KANEDA（81巻 - 89巻）
- マキタカズオミ（90巻、特恐編、91巻 - 94巻）
- 藤本裕貴（95巻 - 99巻、101巻 - 108巻）

### 演出協力
- マキタカズオミ（87巻 - 89巻、95巻）
- 沖田光（76巻）
- 菊池宣秀（76巻 - 80巻、82巻 - 89巻、92巻 - 95巻、97巻 - 99巻、102巻 - ）
- 細沼孝之（80巻 - 89巻）
- 寺西涼（99巻、101巻 - 104巻）
- 藤本裕貴（80巻 - 89巻、92巻 - 94巻、100巻）
- 美濃良偲（77巻 - 84巻、87巻 - 89巻、102巻 - 104巻）
- 福田陽平（81巻）

### 構成
- KANEDA（81巻 - 89巻）
- マキタカズオミ（90巻、特恐編、91巻 - 94巻）
- 中村義洋（1巻 - 5巻、Special 1巻、6巻 - 7巻、100巻）
- 久保寺晃一（65巻）
- 九重勇次朗（Ver. X: 1巻 - 2巻）
- 今野恭成（67巻 - 70巻、76巻）
- 佐上佳嗣（71巻 - 75巻）
- 児玉和土（22巻 - 41巻）
- 坂本一雪（Special 3巻、リング編、11巻、Special 4巻、12巻、Special 5巻、13巻 - 15巻）
- 増本竜馬（59巻）
- 安達光雄（66巻 - 69巻）
- 寺内康太郎（71巻 - 75巻）
- 山崎太基（68巻）
- 山田泰暉（66巻）
- 岩本慎一（67巻、69巻）
- 岩澤宏樹（33巻 - 34巻）
- 川居尚美（76巻 - 80巻）
- 押木大輔（52巻 - 54巻）
- 新津徳也（77巻 - 80巻、82巻 - 86巻）
- 松江哲明（8巻 - 10巻、Special 2巻）
- 森澤透馬（62巻、64巻、75巻）
- 沖田光（76巻）
- 湯河健太（Ver. X: 2巻）
- 猪原健太（35巻 - 39巻）
- 田中翔（96巻 - 99巻、101巻 - 104巻）
- 田代聖嗣（63巻）
- 白石晃士（Ver. X: 3、The Movie、The Movie 2）
- 福田陽平（16巻 - 21巻、71巻 - 80巻）
- 籐屋敷隆志（Special 5巻）
- 美濃良偲（77巻 - 80巻、82巻 - 84巻）
- 菊池宣秀（26巻、56巻 - 70巻、109巻）
- 藤本裕貴（95巻 - 99巻、101巻 - 108巻）
- 西貴人（72巻 - 76巻、87巻 - 89巻）
- 近藤太（Special 3巻、リング編）
- 鈴木謙一（1巻 - 5巻、Special 1巻、6巻 - 7巻）
- 黒薔薇の貴婦人（戦慄投稿 BEST 20）

### 構成協力
- 永江二朗（20巻 - 21巻）
- 関口さと子（97巻 - 104巻）
- 佐上佳嗣（20巻 - 21巻）
- 新津徳也（98巻、106巻 - 108巻）

### 撮影
- KANEDA（81巻 - 89巻）
- マキタカズオミ（90巻、特恐編、91巻 - 94巻）
- 中村義洋（1巻 - 5巻、Special 1巻、6巻 - 7巻）
- 九重勇次朗（Ver. X: 1巻 - 2巻）
- 元木隆史（Special 5巻）
- 児玉和土（22巻 - 41巻）
- 加藤隼介（19巻）
- 坂本一雪（8巻
- 大矢大介（12巻）
- 山本清史（戦慄投稿 BEST 20）
- 岩澤宏樹（42巻 - 55巻）
- 川島周（100巻）
- 横内靖典（13巻）
- 磯辺康広（戦慄投稿 BEST 20）
- 福田陽平（16巻 - 21巻、71巻 - 80巻）
- 菊池宣秀（56巻 - 70巻）
- 藤本裕貴（95巻 - ）
- 西村喜廣（14巻）
- 近藤太（リング編）
- 鈴木謙一（1巻 - 5巻、Special 1巻、6巻 - 7巻）
- 飯島桂（17巻）
- 高木克真（呪海スペシャル）

### 編集
- KANEDA（81巻 - 89巻）
- Love Illusion Pictures Studio（戦慄投稿 BEST 20）
- マキタカズオミ（90巻、特恐編、91巻 - 94巻）
- 今野恭成（62巻 - 64巻、67巻 - 70巻）
- 佐上佳嗣（18巻）
- 児玉和土（22巻 - 26巻、39巻）
- 加藤隼介（19巻）
- 坂井秀人（43巻 - 44巻）
- 坂口行弘（42巻 - 44巻）
- 坂本一雪（8巻、Special 2巻、9巻 - 10巻、Special 3巻、リング編、11巻、Special 4巻、12巻 - 15巻）
- 大杉東（27巻 - 29巻、31巻 - 39巻、42巻 - 44巻）
- 大竹周一（20巻 - 21巻）
- 室井孝介（19巻）
- 山崎真（22巻）
- 山本清史（戦慄投稿 BEST 20）
- 山本聡子（Special 3巻）
- 岩澤宏樹（24巻 - 26巻、30巻、42巻 - 55巻）
- 庄司薫（40巻 - 41巻）
- 森澤透馬（58巻 - 59巻）
- 横山拓矢（46巻 - 47巻）
- 江田広司（13巻）
- 沖田光（76巻）
- 白石晃士（Ver. X: 3巻 - 4巻、The Movie、The Movie 2、Special 5巻）
- 石川真吾（100巻）
- 福田陽平（16巻 - 21巻、75巻 - 80巻）
- 菊池宣秀（48巻 - 50巻、54巻 - 70巻、76巻 - 80巻）
- 藤本裕貴（77巻 - 80巻、95巻 - 99巻、101巻 - ）
- 西村喜廣（14巻）
- 近藤太（Special 3巻、リング編）
- 遠藤香代子（71巻 - 75巻）
- 酒川卓真（17巻 - 18巻）
- 阪田雅之（Special 5巻）
- 青柳光昭（20巻 - 21巻）

### 編集協力・編集助手
- 伊藤拓也（75巻）
- 横田直幸（11巻、Special 4巻）
- 岡田光平（23巻）
- 喜多正俊（Ver. X: 3巻 - 4巻、The Movie）
- 菊池宣秀（75巻）
- 近藤太（11巻、Special 4巻）
- 山本聡子（10巻）
- 寺西涼（103巻 - 104巻）
- 小屋敷清志（11巻、Special 4巻）
- 進士哲雄（Ver. X: 3巻）
- 鳥居康剛（75巻）
- 渡邉俊朗（Special 2巻、9巻）
- 美濃良偲（106巻 - 108巻）

### ナレーション
- 高橋眞三樹（1巻 - 2巻、Ver. X: 2巻）
- 中村義洋（3巻 - ）
- 渡辺潤之輔（呪海スペシャル）
- 宮川宏司（Ver. X: 1巻、Ver. X: 3巻 - 4巻）
- 朝コータロー（Special 3巻）

### 音楽・音響効果
- DRA Music Factory（Ver. X: 3巻 - 4巻、The Movie、The Movie 2、16巻 - 22巻）
- Jobanshi（90巻、特恐編、91巻 - 94巻）
- Ska & Yo-ko（57巻 - 59巻）
- nine value set（85巻 - 89巻）
- ぽむ（42巻 - 44巻）
- ウダヨウスケ（28巻、35巻）
- スキャット後藤（11巻、Special 4巻）
- スギモトトモユキ（23巻 - 27巻、29巻 - 31巻）
- ボン（42巻 - ）
- マナベ・カン（8巻、Special 2巻、9巻 - 10巻）
- 影山道隆（Special 3巻）
- 永田陸（43巻 - 44巻）
- 笠原"POPO"雅史（戦慄投稿 BEST 20）
- 久徳亮（81巻 - 84巻）
- 原田智弘（1巻 - 5巻、Special 1巻、6巻 - 7巻）
- 荒井佑（32巻 - 34巻、36巻 - 41巻）
- 高倉智之（Ver. X: 4巻）
- 斎木琢磨（呪海スペシャル）
- 鮫島進矢（11巻、Special 4巻）
- 三宅洋（リング編）
- 斉藤賢治（Ver. X: 1巻 - 2巻）
- 赤犬Lights（11巻、Special 4巻、12巻、Special 5巻、13巻 - 15巻）
- 大庫具祥（20巻 - 21巻）
- 大杉東（29巻、35巻 - 41巻）
- 鳥井本英樹（戦慄投稿 BEST 20）
- 渡辺諦信（Special 3巻）
- 筒井香織（32巻 - 34巻）
- 南亜矢子（32巻 - 34巻、36巻）
- 馬木妙華（Special 4巻）
- 隼揶歩夢（59巻）
- 飯田源太郎（42巻 - 55巻）
- 豊田道倫（8巻、Special 2巻、9巻 - 10巻）
- 鈴木大士（57巻 - 70巻）

### 編集・MA
- KSKスタジオ（Ver. X: 4巻）
- NEKスタジオ（The Movie、11巻、Special 4巻、The Movie 2）
- 東洋レコーディング（16巻 - 29巻）
- TSP（31巻 - 49巻）
- J-Force（100巻）

### 演出補
投稿者から送られてきた投稿作品に対し、その投稿者に対してインタビューを行ったり、関係人物に対しての電話取材、あるいは心霊映像が撮影されたとされる現場に向かいその検証を行うスタッフの事を「演出補（あるいは演出助手）」と呼ばれる。基本的には上記のような業務をこなすだけではあるが、中には投稿映像の元凶となっているであろう疑わしき人物に突撃取材を行ったり、身の危険を呈して積極的な行動を行ういわゆる「レポーター」的な役割の演出補が多々見られる為、これらの作品に重要な登場人物でもある。
- 阿草祐己（42巻 - 44巻、47巻 - 48巻、51巻、54巻 - 55巻、67巻 - 69巻）
- 伊月肇（37巻 - 40巻）
- 井ノ上謙介（51巻 - 55巻）
- 磯田修一（Ver. X: 4、The Movie 2）
- 永瀬太（17巻）
- 奥定正掌（22巻）
- 押木大輔（51巻 - 55巻）
- 横田季幸（49巻 - 50巻）
- 横田則幸（22巻 - 23巻、26巻）
- 横田直幸（リング編、The Movie、11巻、Special 4巻、The Movie 2、12巻、Special 5巻、15巻、19巻）
- 横内靖典（Special 5巻、14巻）
- 加藤麻矢（22巻）
- 寒川聖美（71巻 - 80巻）
- 丸中毅／丸中つよし（17巻 - 20巻）
- 岩澤宏樹（23巻 - 34巻）
- 岩澤俊樹（36巻）
- 菊地峰生（Ver. X: 3巻）
- 菊池宣秀（24巻 - 33巻、44巻 - 45巻、47 - 51巻、54巻 - 55巻）
- 吉田嬢二（戦慄投稿 BEST 20）
- 久本樹（35巻）
- 久木香里奈（92巻 - 98巻、100巻）
- 近藤太（11巻、Special 4巻）
- 近野恵美（20巻 - 21巻）
- 熊倉健一（67巻 - 69巻）
- 栗林忍（Ver. X: 4巻、The Movie 2）
- 元木隆志（Special 5巻、13巻）
- 江原大介（90巻、特恐編、91巻 - 94巻）
- 江田広司（Special 5巻、13巻）
- 高橋龍斗（90巻、特恐編）
- 今野恭成（62巻 - 66巻）
- 佐々木亜沙子（19巻）
- 佐藤千尋（62巻 - 64巻）
- 佐野亨（20巻 - 21巻）
- 坂井秀人（42巻 - 43巻）
- 坂口行弘（42巻 - 44巻）
- 山下洋助（62巻 - 66巻）
- 山本屋歩（76巻 - 80巻）
- 寺内康太郎（12巻）
- 柴田剛（15巻）
- 若狭朋宏（The Movie）
- 住村愛子（Special 3巻）
- 小出ミカ（戦慄投稿 BEST 20）
- 小林あかり（104巻）
- 松尾みのる（85巻 - 86巻）
- 上田謙太（87巻 - 89巻）
- 森澤透馬（56巻 - 70巻）
- 仁科芳子（11巻、Special 4巻）
- 星まおな（79巻 - 80巻）
- 石井俊二（41巻）
- 石川真吾（100巻）
- 川居尚美（44巻 - 75巻）
- 川上悠（61巻）
- 増本竜馬（56巻 - 61巻）
- 泰俊子（23巻）
- 大谷直樹（23巻 - 24巻）
- 大庭則睦（19巻）
- 大力（73巻 - 80巻）
- 男鹿悠太（95巻 - 101巻、105巻 - ）
- 知花はる（81巻 - 89巻）
- 中山美奈（50巻、52巻 - 55巻）
- 中晶子（16巻 - 18巻、20巻 - 21巻）
- 中西佳代子（8巻、Special 2巻、9巻）
- 中村真沙海（92巻 - 94巻）
- 中田亮（81巻 - 89巻）
- 仲山知彦（Ver. X: 4巻）
- 長田明子（35巻 - 41巻、45巻 - 46巻）
- 田中翔（102巻 - 104巻）
- 渡辺美穂（36巻、40巻）
- 渡辺凌駕（100巻、105巻）
- 渡邊利枝（32巻 - 34巻、42巻 - 44巻）
- 二木二葉（26巻）
- 板倉由佳（37巻 - 39巻）
- 樋渡麻実子（8巻、Special 2巻、9巻、Special 3巻）
- 美濃良偲（106巻 - ）
- 舞木ひと美（73巻 - 80巻）
- 平山真好（90巻、特恐編、91巻）
- 米島克哉（47巻 - 49巻）
- 北川さおり（Special 3巻、リング編、11巻、Special 4巻）
- 北村俊樹（70巻）
- 木勢まりあ（99巻 - ）
- 門間しのぶ（17巻 - 18巻）
- 濱田千裕（18巻）
- 籐屋敷隆志（14巻 - 15巻）
- 藤本裕貴（109巻）
- 齊藤凛太朗（101巻）

### その他スタッフ
- 井口綾子（5巻、Special 1巻）
- 今井久（1巻、3巻 - 5巻）
- 佐々木直也（Ver. X: 1巻 - 2巻）
- 和氣俊之（Special 1巻）
- 大吉悟司（Special 1巻、6巻）
- 小作憲司（1巻 - 5巻、Special 1巻、7巻）
- 岡元太（Ver. X: 2巻）
- 深津智男（1巻 - 2巻）
- 清水直子（Ver. X: 1巻 - 2巻）
- 渡辺まどか（1巻 - 7巻、Special 1巻）
- 湯河健太（Ver. X: 1巻）
- 神林尚（1巻 - 5巻、Special 1巻）
- 稲葉直也（Ver. X: 2巻）
- 菊竹慶治（Ver. X: 1巻 - 2巻）
- 足立学（Ver. X: 4巻）

## その他の登場人物
- 貝原茂夫
- 柴田典良
- 峰尾勇
- 中田節子
- 井上剛
- サスケ
- 森救世
- 黒狐
- あいざわみり
- 吉田さん（仮名）
- 心霊博士
- 柏木雄一郎（仮名）
- 久杉氏の姉（仮名）
- 久杉氏の弟（仮名）
- 日向義人（仮名）
- KATOR
- 瀬羽潤二
- 村井肇
- 日野敦

## 投稿映像が撮影された場所

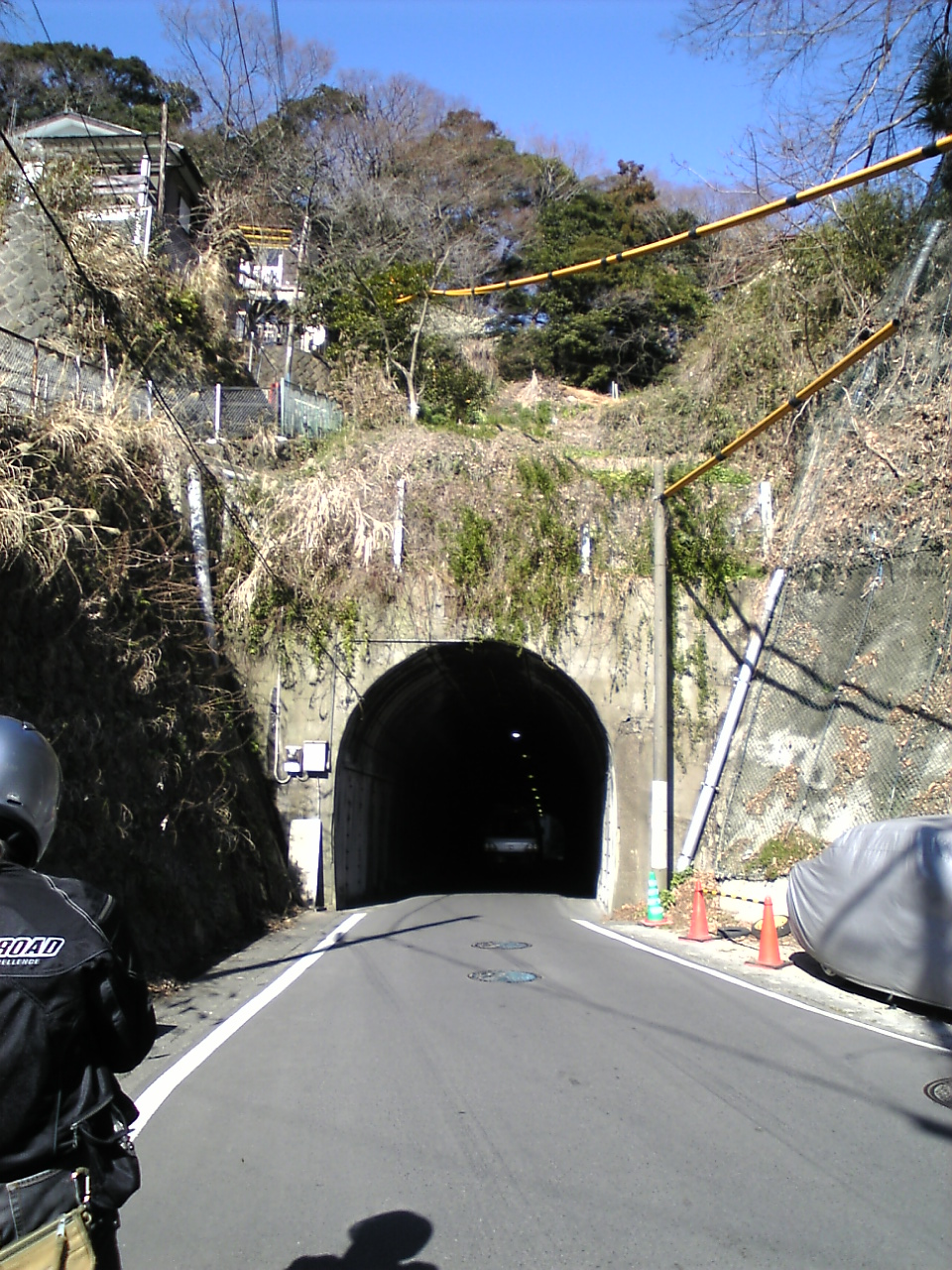
1巻「トンネルにて…」や14巻のエピローグが撮影された小坪トンネル。

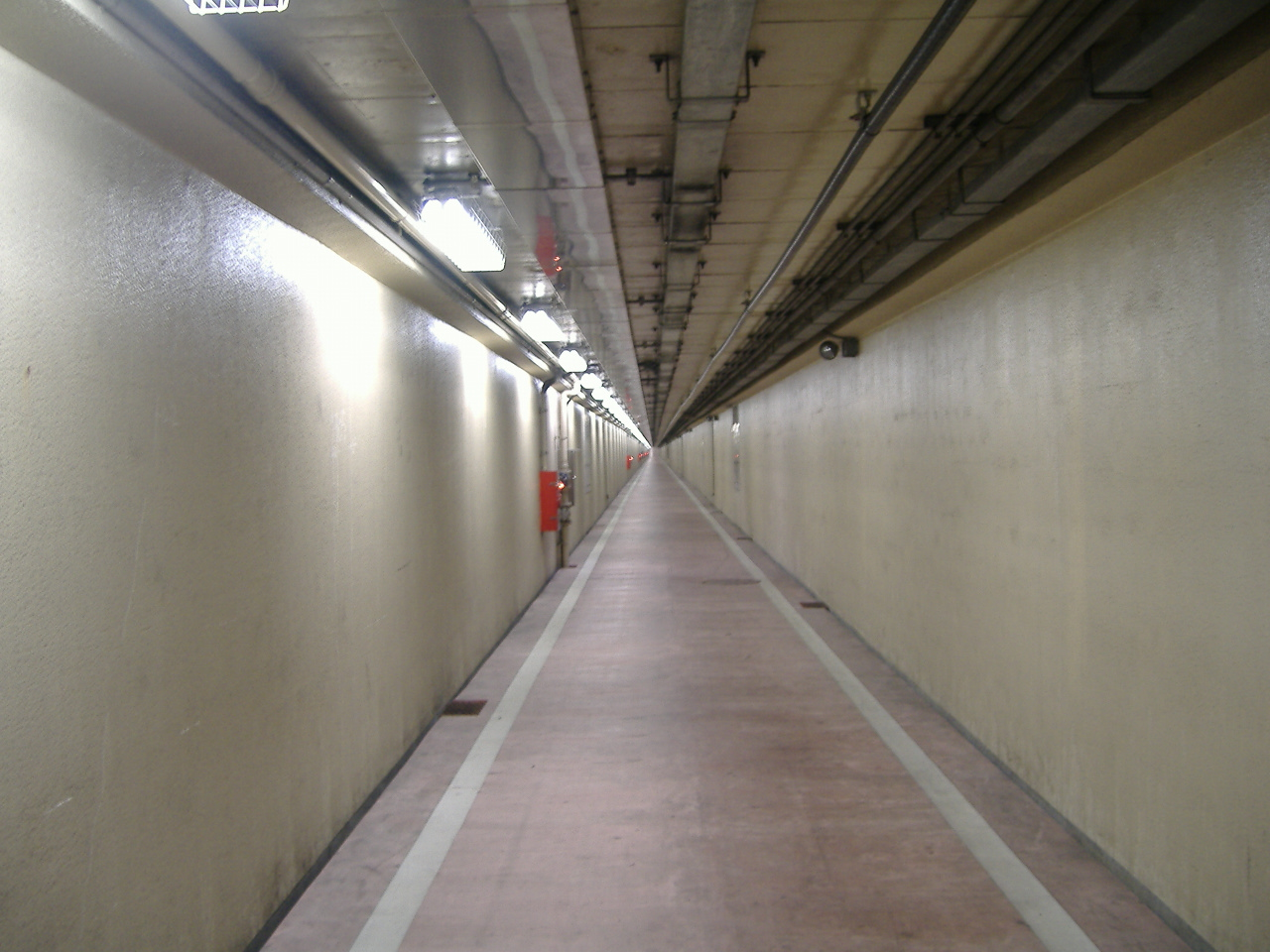
83巻「長いトンネル」が撮影された川崎港海底トンネル。

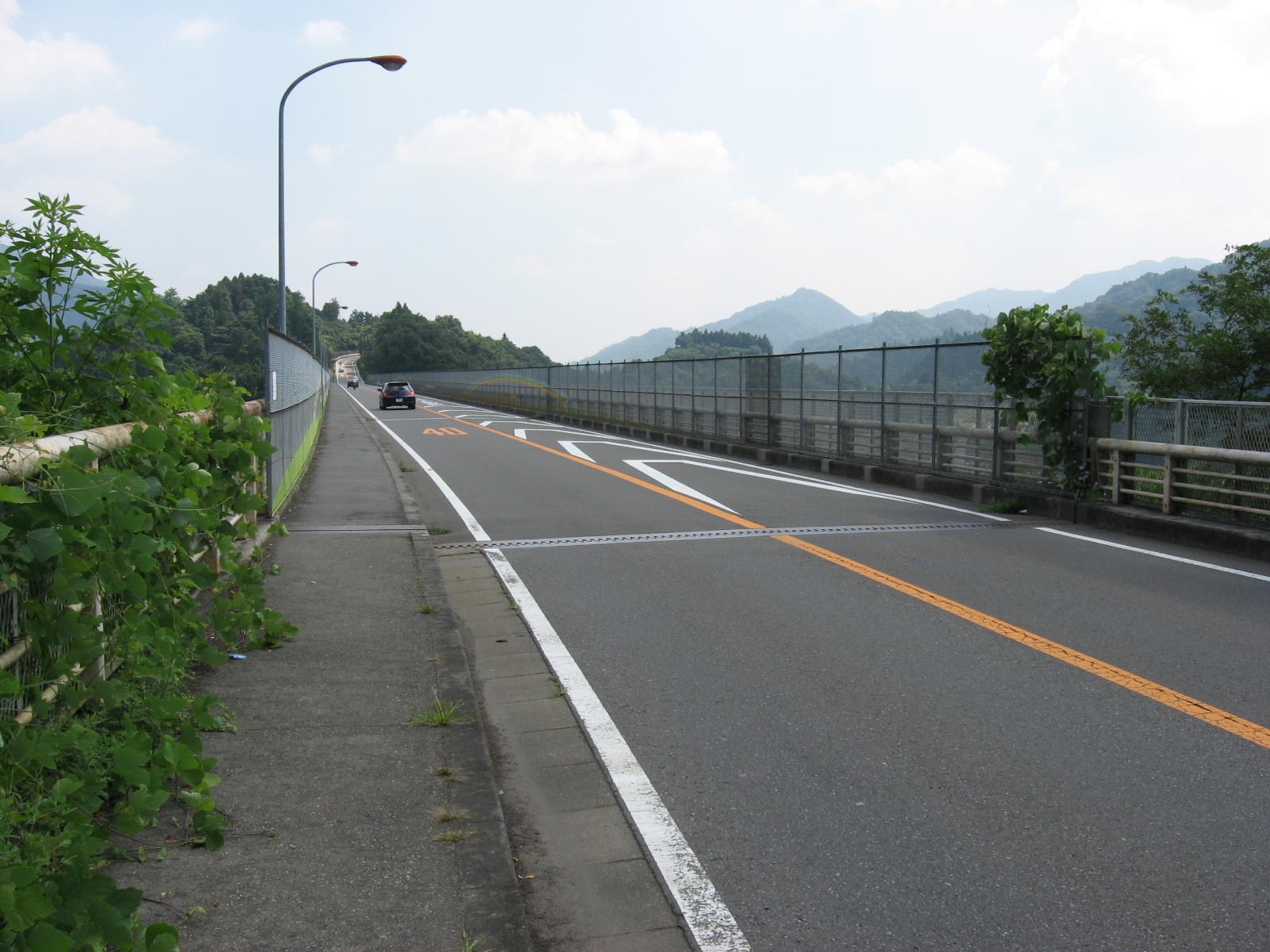
90巻「フェンス」が撮影された虹の大橋。

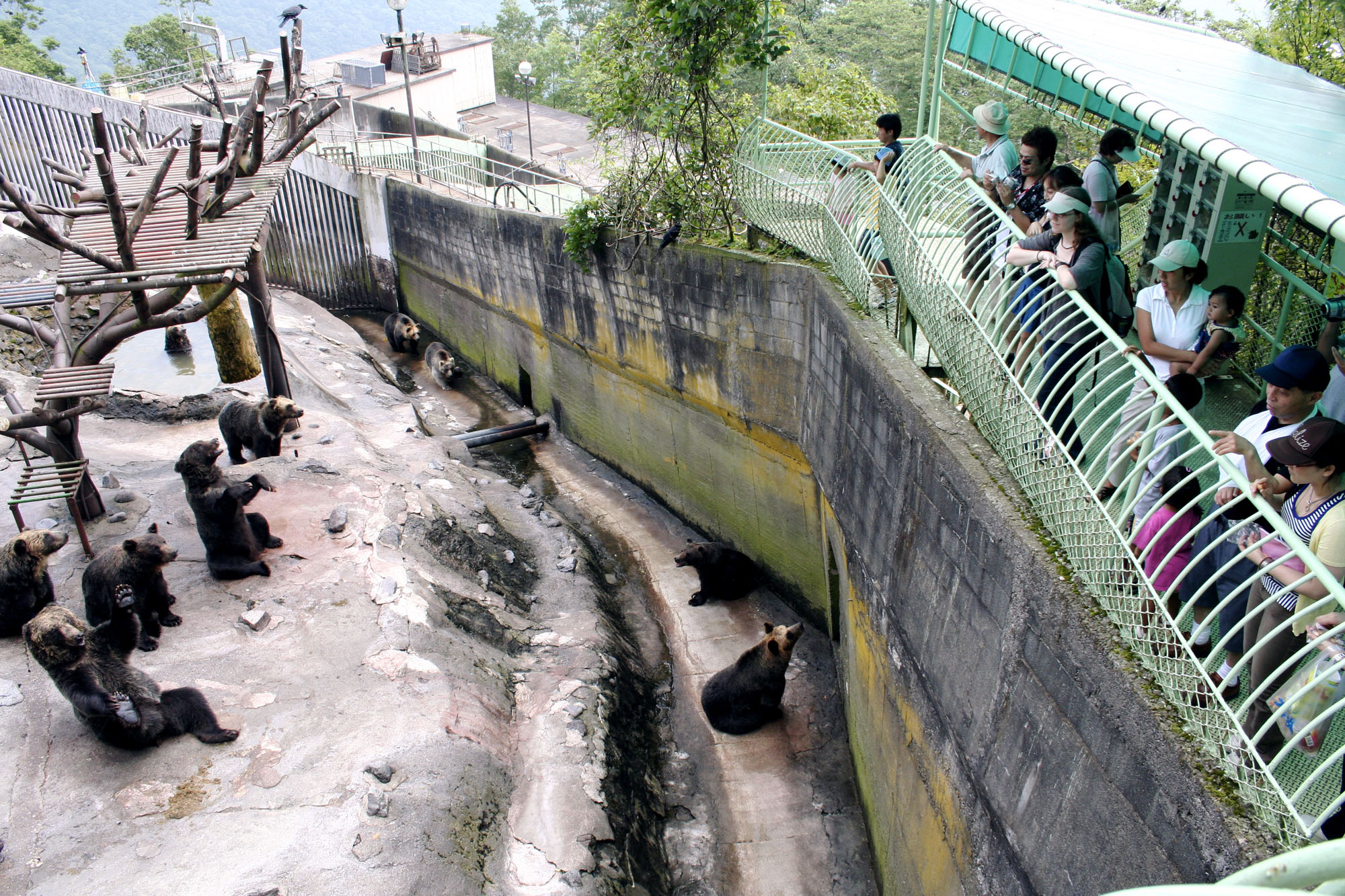
登別熊牧場（のぼりべつクマ牧場）の第1牧場。

「トンネルにて…」(1巻)小坪トンネル。なお、14巻のエピローグの収録も「黒狐」がスタッフに来るように告げた同じトンネルが舞台となっている。
「生中継番組」(1巻)中野区にある哲学堂公園。
「大学校舎にて」(1巻)筑波大学
「千駄ヶ谷トンネル」(1巻)千駄ヶ谷トンネル。31巻の「心霊スポット　トンネル」の舞台ともなっている。
「踏切りに現れた足」(2巻)東京都あきる野市秋留4丁目にあるJR五日市線の雨宮第一踏切。
「ビデオ視聴者からの声」(3巻)東京近郊のこの町→大宮駅東口、駅からほど近くのレンタルビデオ店→スーパーソフトボックス、某レンタルビデオ店店員Aさんのインタビュー場所→さいたま新都心駅前コクーンシティ内、波多野歯科カタクラパーク診療所前。

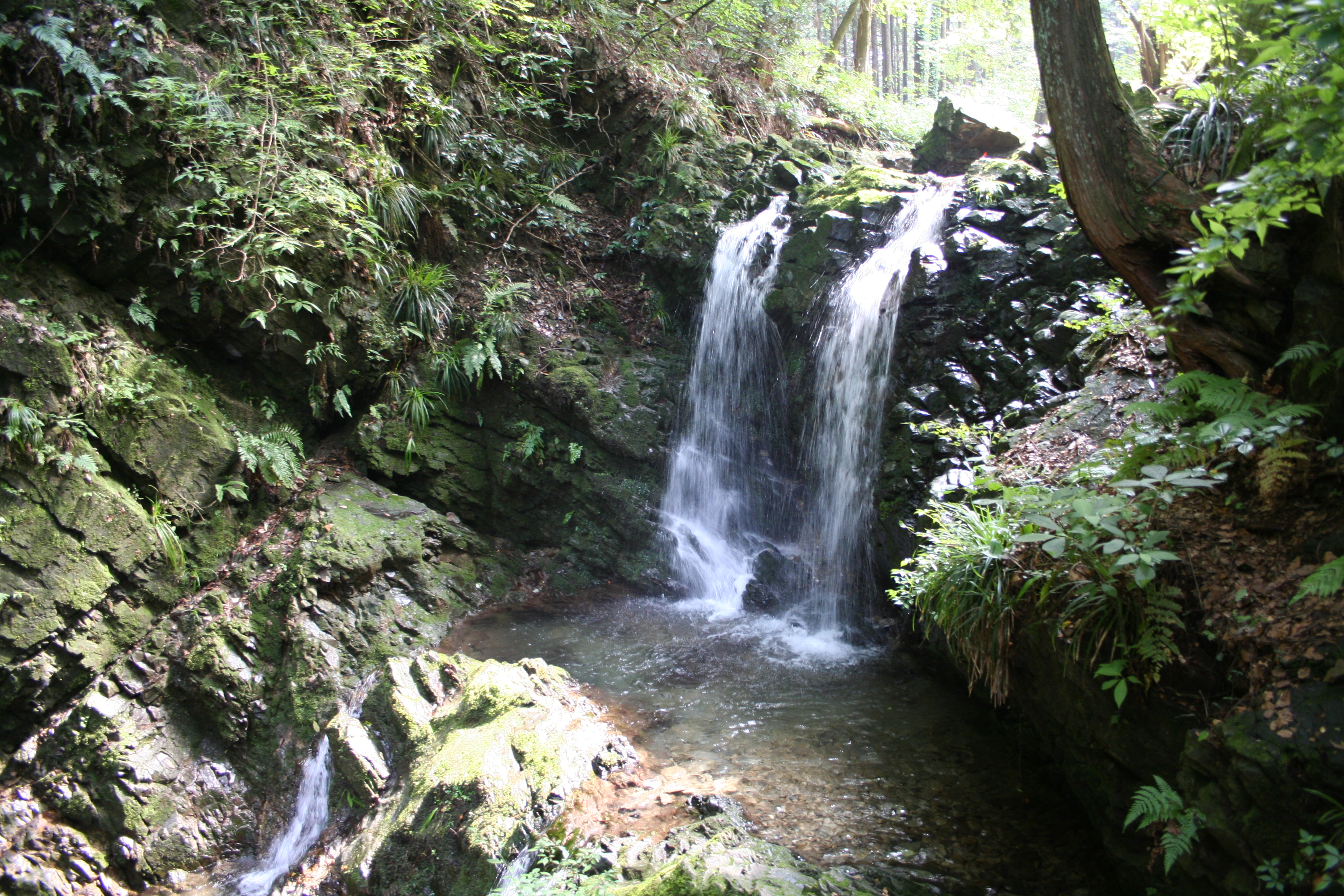
「心霊写真が撮られた現場にて」に登場する御主殿の滝。

「心霊写真が撮られた現場にて」(3巻)東京都八王子市元八王子町にある八王子城址の御主殿の滝。本編のインタビューでも御主殿の滝が有名な心霊スポットであると紹介している。
「窓」(5巻)神奈川県鎌倉市の鎌倉学園中学校・高等学校。ただし、当校は80年以上の歴史の中で在学生の自殺が一度もなかった事が誇りであると謳っている。また、インタビュー内で2名の女子生徒がこの中高一貫校に通っていると言う節が見られるが、鎌倉学園は現在でも男子校である。
「校庭」(5巻)茨城県つくば市の田井小学校(2018年閉校)。なお、Special 1巻「続・父を呼ぶ声」の収録も同じ校庭と近くの廃屋が舞台となっている。
「再生できないビデオテープ」(6巻)冒頭の撮影場所は浅草寺の仲見世通りから宝蔵門。
「廃病院」(6巻)稲田登戸病院旧施設側。現在は取り壊され、整地されている。なお、20巻冒頭の投稿映像「焼け残った怨霊」も同病院旧施設が舞台となっている。
「呪海スペシャル内の映像」(呪海スペシャル)(無題)青木ヶ原樹海
「人身事故」(Ver. X: 1巻)沼津駅。
「8ミリフィルム」(Ver. X: 1巻)北海道札幌市。撮影されていた8ミリフィルムは大通公園西からさっぽろテレビ塔の方角へ車で移動している様子も収められている。

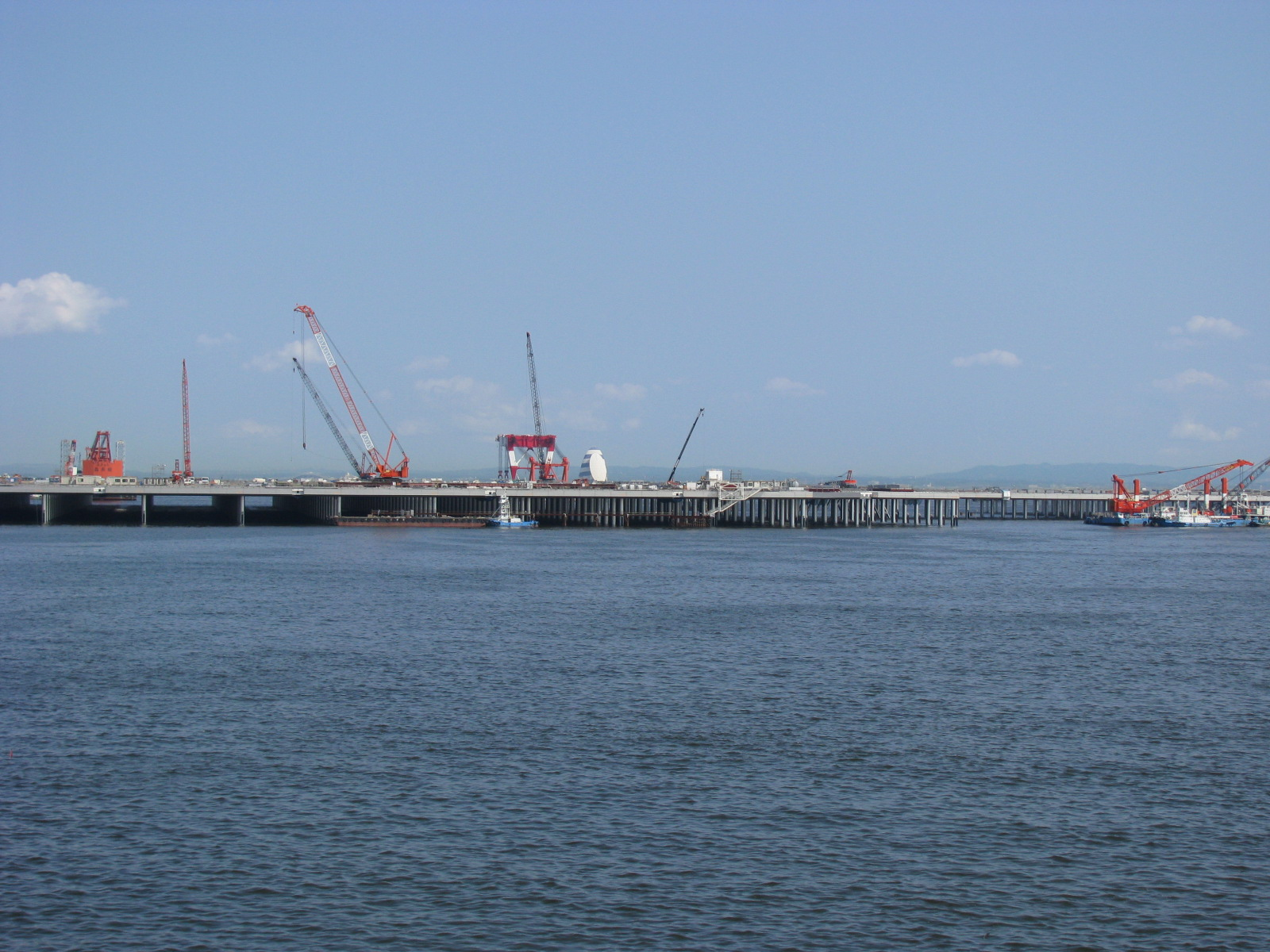
「東京湾」の舞台となる京浜港東京区羽田浅場付近。

「東京湾」(Ver. X: 2巻)東京湾にある浮標の海中にて撮影された物。正式には京浜港東京区にあった東京羽田浅場造成東U灯浮標で世界測地系(※:WGS-84)による正確な位置は35-34-14.5N 139-47-14.9Eとなる。羽田空港の滑走路(D滑走路)の拡張事業に伴い2006年にこの浮標は撤去されている。
「地下鉄」(8巻)丸ノ内線南阿佐ケ谷駅。2番線ホーム(池袋方面)で撮影している。
「遊園地」(8巻)香川県三豊郡仁尾町(現三豊市)にあった仁尾サンシャインランド。投稿映像にあるスフィンクス像は、2008年未明に取り壊されている。
「祭り」(Special 2巻)三鷹駅南口周辺。開催されている祭りは三鷹阿波おどり。
「雨道」(Special 2巻)滋賀県高島市周辺の国道161号。途中、撮影される水上に浮かぶ鳥居は琵琶湖の白鬚神社の鳥居。

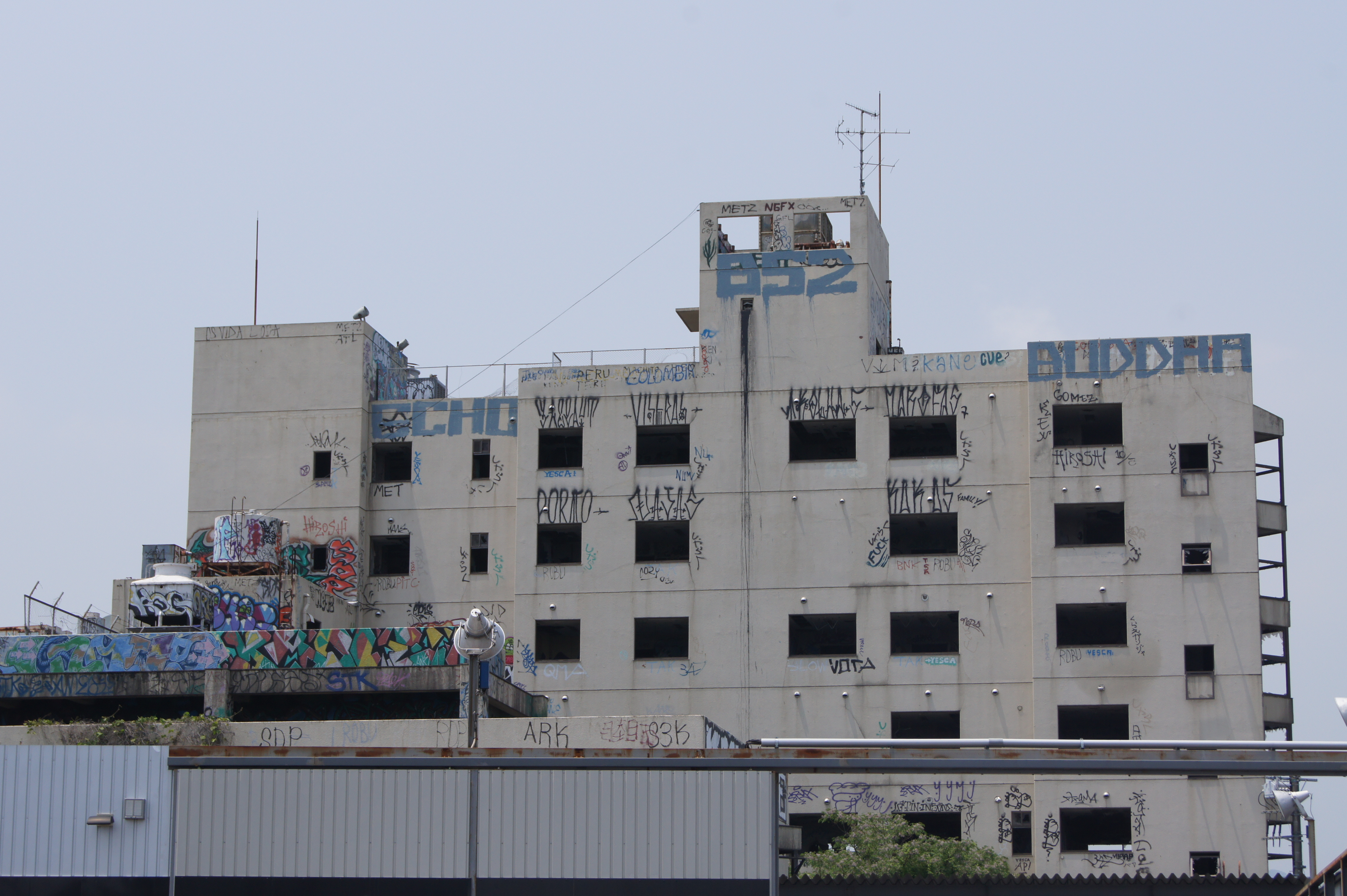
Special 2巻「廃墟」や17巻「呪われた病院」の舞台となっている厚木恵心病院。

「廃墟」(Special 2巻)厚木恵心病院。2010年4月30日に厚木市が同地を取り壊して公園にする為に厚木病院跡地を取得した。したがって、同地に立ち入る事は不法侵入で罰せられる。17巻の「呪われた病院」の舞台ともなっている。

8ミリ撮影されていた大阪万博。「万博」にて。

「万博」(Special 2巻)1970年に大阪府吹田市の千里丘陵で開催された日本万国博覧会(大阪万博)が撮影されていた8ミリフィルム。
「道路」(Special 2巻)東京都練馬区貫井5丁目の目白通り。ネッツトヨタ東京練馬店の前のオービスにて撮影された物。ただし、自動撮影システムの形状がオービス(LHシステム)ではなくNシステムだと言う話もあり、仮に後者であった場合、元警察官である投稿者がこの2つの公安装置を間違える、あるいはNシステムを「オービス」と呼んでしまったかと言う疑問も残る。
「屋敷」(9巻)埼玉県久喜市(旧北葛飾郡栗橋町)にあった屋敷。旧小林邸と呼ばれ、1880年(明治13年)に東京の開業医が建設した木造家屋である。その後、廃墟となり「博士の家」と呼ばれる関東地区有数の心霊スポットとして有名になった。その後この家屋は1997年に町に寄与されて管理されるが、明治時代の貴重な建築様式や当時の家具や調度品、書籍、ドイツ語で書かれたカルテなど良好な状態で残っている事が注目され、町は図書館として家屋を再利用する計画が発足。2001年には設計図が完成し、不法侵入者が入らないように厳重に玄関や窓などに釘を打ち付けて封鎖した。2002年夏には工事着工が開始される予定であったが、2002年3月に心無き何者かによる不審火によって焼失した。
「大学校舎」(9巻)京都府京都市左京区にある京都大学を中心にした大学及び大学院。(※:他に関西学院大学、立命館大学なども含まれる。)撮影日は1969年2月1日で、撮影されているのは「青医連事件」と呼ばれる京都大学を中心とした学生運動。

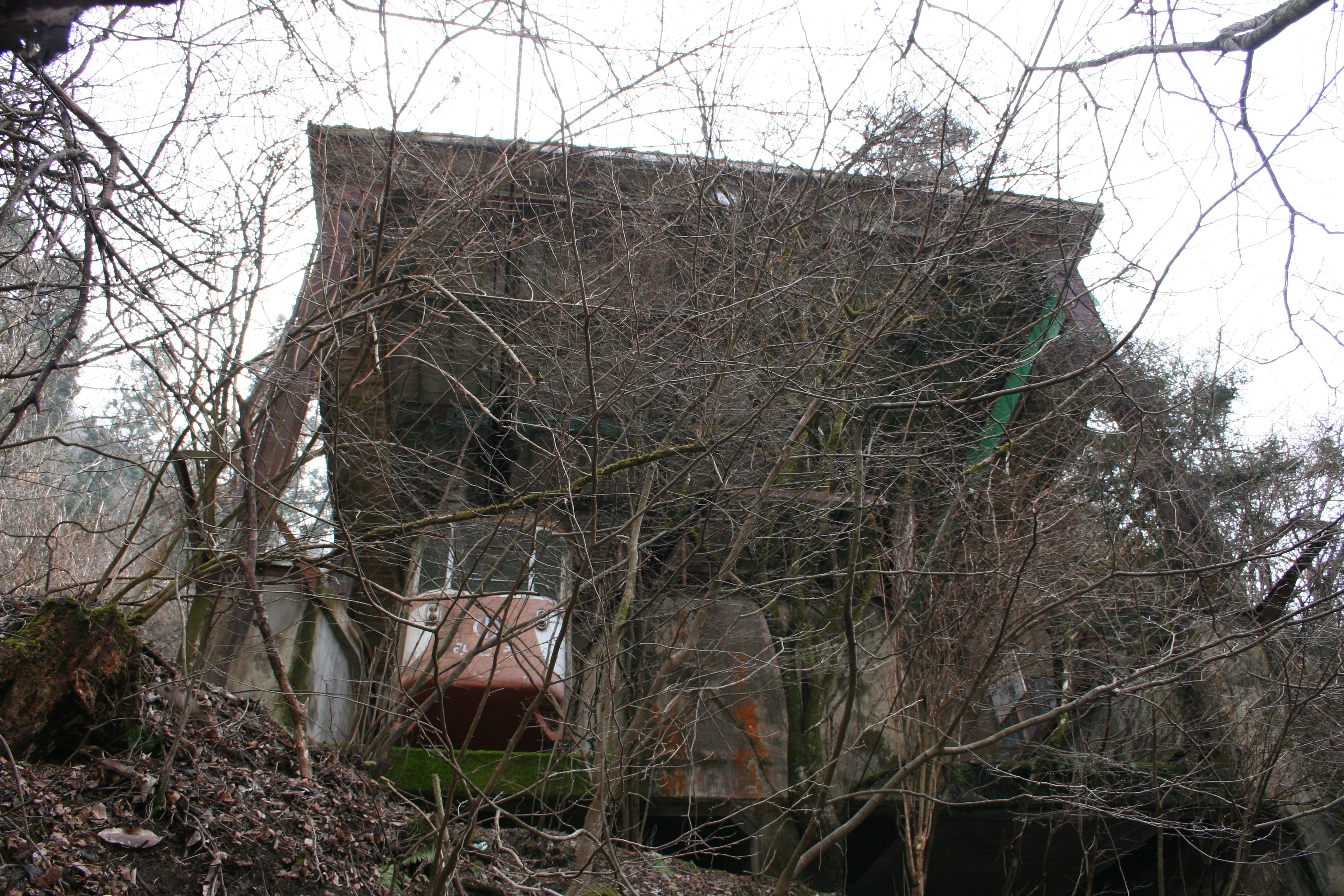
奥多摩湖ロープウェイの駅。「廃村」の舞台が近くにある。

「廃村」(9巻)東京都西多摩郡奥多摩町の倉沢集落から、奥多摩湖ロープウェイの川野駅。
「続・白い足」(10巻)西武新宿駅
「観覧車」(Ver. X: 3巻)栃木県小山市ある遊園地「小山ゆうえんち」である。
「電車の窓に」(Ver. X: 3巻)JR中央線。窓から見た風景には、吉祥寺駅南口周辺だと思われる。
「線路上の影」(Ver. X: 3巻)JR中央線。
「差出人不明の投稿ビデオ」(Ver. X: 4巻)神奈川県横浜市鶴見区小野町の鶴見川東側のコンクリート河川敷。正確には日本配管工業裏の河川敷になる。産業道路方面からJR鶴見線の国道駅と鶴見小野駅の間にある鶴見川鉄橋の方向へ撮影している。投稿映像に映しだされる車両は103系低運車。
「廃坑をさまよう霊」(Ver. X: 4巻)栃木県日光市（旧上都賀郡足尾町）の足尾銅山。不可解な映像は小滝地区にある「旧小滝火薬庫跡」。その後、スタッフが発見した不可解な映像は渡良瀬遊水地である。ナレーションでも足尾銅山に纏わる様々な負の歴史を資料映像やナレーションで語られている。
「8ミリフィルムに奇怪な目が!」(Ver. X: 4巻)沖縄県那覇市。松岡貿易ビルや本社移転前の拓南製鐵が見られる。眼下に国道331号が走っているが、沖縄返還前は軍道3号線であった為に赤嶺 - 山下間は一般車両の通行は出来なかった。したがって、撮影角度や建物の配置、状況背景から1972年5月15日以降に現在の旭橋駅付近にあったビルなどの高い建造物の屋上から撮影している物と考えられる。
「首都高の霊」(Special 3巻)首都高速道路
「巨大団地」(Special 3巻)高島平団地

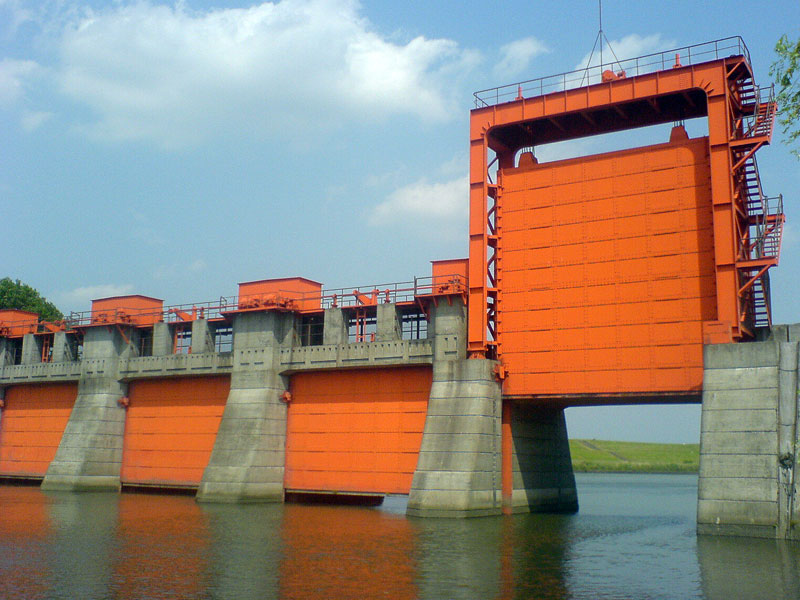
「漂流する霊」の舞台となる岩淵水門。

「漂流する霊」(Special 3巻)東京都北区志茂にある荒川と隅田川を仕切る岩淵水門。投稿者とのやり取りの中に見える水門は通称「赤水門」と呼ばれる旧岩淵水門であり、その上流にある水位観測用の監視カメラで撮影されている。
「区画整理」(Special 3巻)東京都渋谷区富ヶ谷2丁目付近。
「子供の声」(Special 3巻)東京都世田谷区三軒茶屋周辺。
「中古ビデオ」(Special 3巻)沖縄県那覇市にある金城ダムでの映像が撮影されていたビデオ。

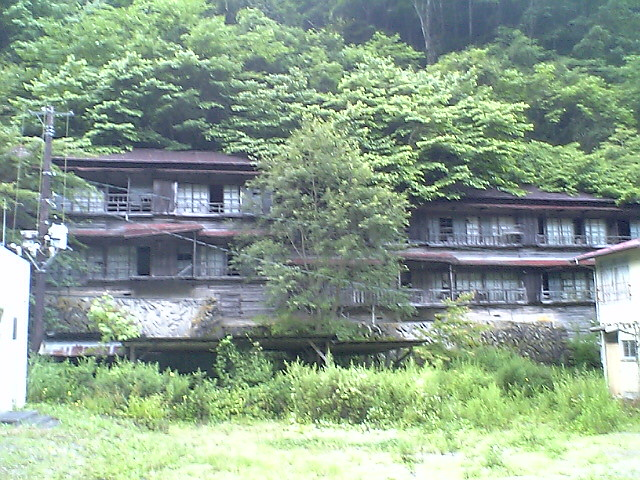
「リング編」に登場する秩父鉱山の社宅跡。

「リング編後半の映像」(リング編)(無題)埼玉県秩父市(旧 秩父郡大滝村)にある秩父鉱山。ニッチツ鉱山病院、小倉沢小中学校など、当時の面影を残す貴重な廃墟群である。現在でも株式会社ニッチツ資源開発本部によって管理されている。
「THE MOVIE後半の呪いのビデオ」(THE MOVIE)(無題)千葉県木更津市にある巨大廃工場「東京プライウッド」プラント棟1階部分。
「線路に佇む影」(11巻)都営新宿線。冒頭の映像は新宿駅、その後の映像は曙橋駅から本八幡方面の列車。
「シリーズ監視カメラNo.2 地下駐車場」(Special 4巻)(無題)大分県別府市にあるビーコンプラザの地下駐車場。

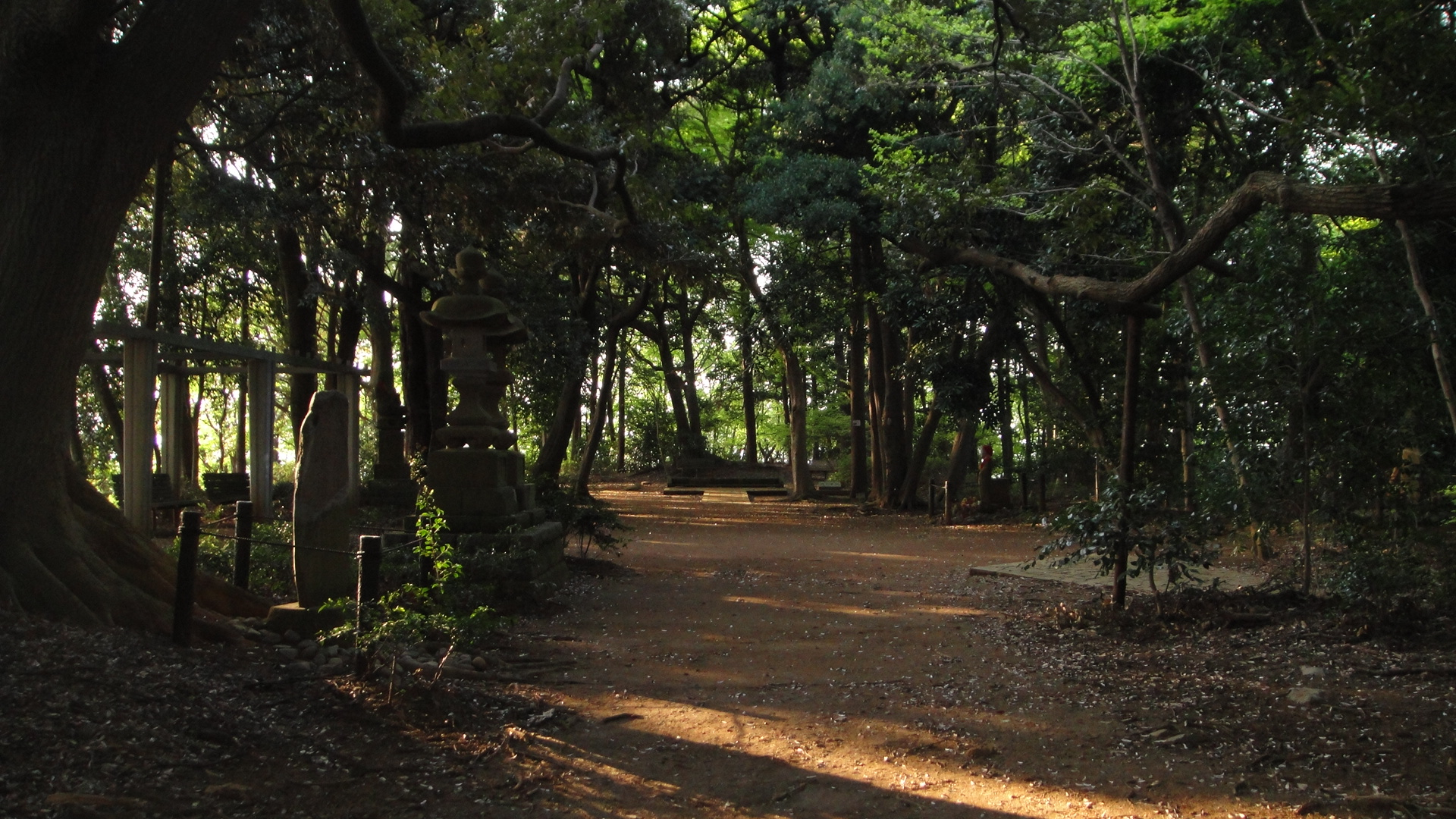
THE MOVIE 2「首なし」、64巻「寺跡」、91巻「金神」に登場する大塚山公園にて。中央右には両作中に登場する地蔵が見える。

「首なし」(THE MOVIE 2)東京都八王子市鑓水にある大塚山公園道了堂跡。作中に話される事件は実話で、1963年に当地にあったお堂(道了堂)を管理していた82歳の女性が強盗目的で殺害された。また、1973年には女子大生が大学助教授に殺害され、道了堂付近に埋められた。動機は不倫関係のもつれだったとされる。荒れ放題で治安悪化を懸念した八王子市は1980年にお堂を解体し、現在に至る。投稿映像では頭部を破壊され、無残に首の転げ落ちた地蔵が撮影されているが、現在では管理者がこの地蔵の首を修復している。しかし、心無い人物が時折この地蔵の首を捥ぎ取ると言う事件も起きており、それが発覚して器物損壊で検挙された人物も存在する。
「電車からの風景」(戦慄投稿 BEST 20)ゆりかもめ東京臨海新交通臨海線。映像にはゆりかもめの東京ビッグサイト駅(当時は国際展示場正門駅)から青海駅の間に撮影している。
「盗撮コスプレイヤー」(戦慄投稿 BEST 20)東京ビッグサイト

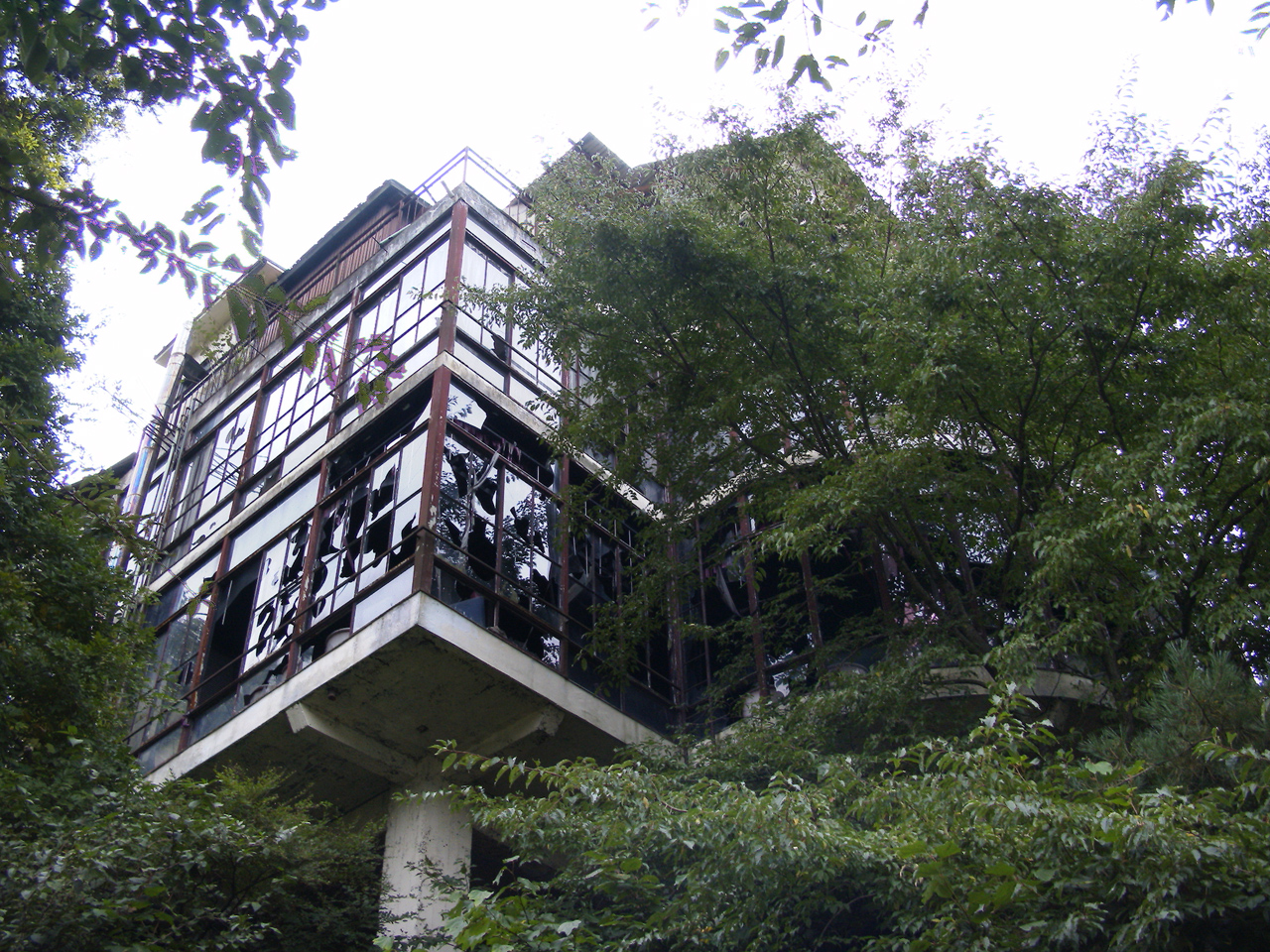
12巻「謎の廃墟」やSpecial 5巻「続・謎の廃墟」が撮影されたホテル小曲園。

「謎の廃墟」(12巻)山梨県南都留郡富士河口湖町にあった廃ホテル小曲園。当初は製作委員会スタッフも場所を特定できなかったが、スペシャル版5巻「続・謎の廃墟」の投稿者が撮影された場所を示唆して判明する。
「憑りつかれた車」(12巻)奥多摩にある小河内ダム。
「続・謎の廃墟」(Special 5巻)ホテル小曲園。
「疾走!」(Special 5巻)茨城県稲敷郡美浦村にある「霞ヶ浦分院跡地」。本作中にはこの施設を「旧陸軍の軍事病院」と称している節があるが、実際にはアジア・太平洋戦争中にこの施設を「病院」としては使用されていない。元の施設は大日本帝国海軍航空隊の霞ヶ浦航空隊の基地であり、終戦後の1946年(昭和21年)に東京医科歯科大学が分院としてこの施設を使用した。したがって「旧陸軍の軍事病院」と言う記述は厳密には誤りである。
「井戸」(Special 5巻)東京都練馬区高野台三丁目にある「長命寺」。井戸は境内にある「姿見の井戸」である。
「…とある住人」(13巻)江東区越中島3丁目にあるマンション。
「ふたり…」(14巻)静岡県御殿場市にある廃ホテル「ベルビュー富士」。
「事故」(15巻)東京都江東区若洲にある若洲公園(若洲海浜公園の多目的広場)から公園北側にある片側1車線の道路。投稿映像内に登場する風力発電機はIHIが建設した国内最大級の物である。投稿映像にある事故に遭った現場は先述の通り片側1車線の大変見通しの良い直線道路である。
「責任…」(15巻)山梨県南都留郡山中湖村にある廃ホテル「山中湖高原ホテル」。
「トンネル」(15巻)山梨県南都留郡山中湖村にある国道413号(道志みち)の山伏峠にある「旧山伏トンネル」。
「ニューロシス」(15巻)富士ガリバー王国。
「卒業旅行」(16巻)沖縄県国頭郡恩納村にある万座毛。冒頭に映る施設は万座ビーチホテル＆リゾート(現:ANAインターコンチネンタル・万座ビーチリゾート)。問題の映像は「象の鼻」と呼ばれる岩に映っているが、投稿映像が撮影された場所からは象の鼻の岩穴が見えない位置である。
「叫び」(16巻)神奈川県川崎市麻生区万福寺2丁目にある万福寺桧山公園からOdakyu OXとOPAを挟んで、新百合ヶ丘駅方面。
「湖の底から」(17巻)相模湖。インタビューに登場する職員の制服の左胸にある「KASSE」と言うワッペンは、相模湖のボート管理会社の勝瀬観光株式会社である。インタビュー中で語られる遊覧船の水没事故は1954年10月8日に起きた実際の海難事故。
「叫ぶ手」(17巻)湘南海岸。103巻の「岬」の舞台ともなっている。
「振り返る地蔵」(17巻)神奈川県鎌倉市の宝戒寺(金竜山釈満院圓頓寶戒寺)。鎌倉地蔵尊二十四ヶ所の第一番である。
「呪われた病院」(17巻)厚木恵心病院での不可解な映像が撮影されていたビデオ。スペシャル版2巻「廃墟」も、同じく恵心病院が舞台となっている。
「呪われた家」(18巻)神奈川県茅ヶ崎市芹沢。茅ヶ崎斎場の近くにあった廃墟であるが、現在は取り壊されている。
「シリーズ監視カメラ レンタルビデオ」(19巻)神奈川県川崎市多摩区西生田3丁目にある「ワールドソフト 読売ランド店」。読売ランド前駅の斜め向かい、マクドナルドが入っているビルの2階にある。
「着信」(19巻)岐阜県岐阜市鏡岩の岐阜県道287号線付近。途中インタビューで映る川は長良川で、向こう側に岐阜グランドホテルが見える。
「パレード」(19巻)山形県酒田市中町。撮影場所はマリーン5清水屋(撮影当時は中合清水屋店)横のアーケードである。
「焼け残った怨霊」（20巻）神奈川県川崎市多摩区、稲田登戸病院旧施設側。国家公務員共済会が1959年(昭和24年)に開設されて以来、地元住民の地域密着の医療を支えてきた病院であった。借地地権者による土地返還が迫られた事を理由に2006年3月末日に閉院した。2011年に病院の建物すべてが解体され、跡地にはマンションが建っている。
「私がもう一人…」(20巻)横浜みなとみらい21。クイーンズスクエア横浜のat!前の広場から向かって左手に観覧車コスモクロック21を望むように撮影。
「駅のホーム」(21巻)新宿駅。撮影されたホームは山手線の旧12番線ホーム(現在の14番線ホーム)。

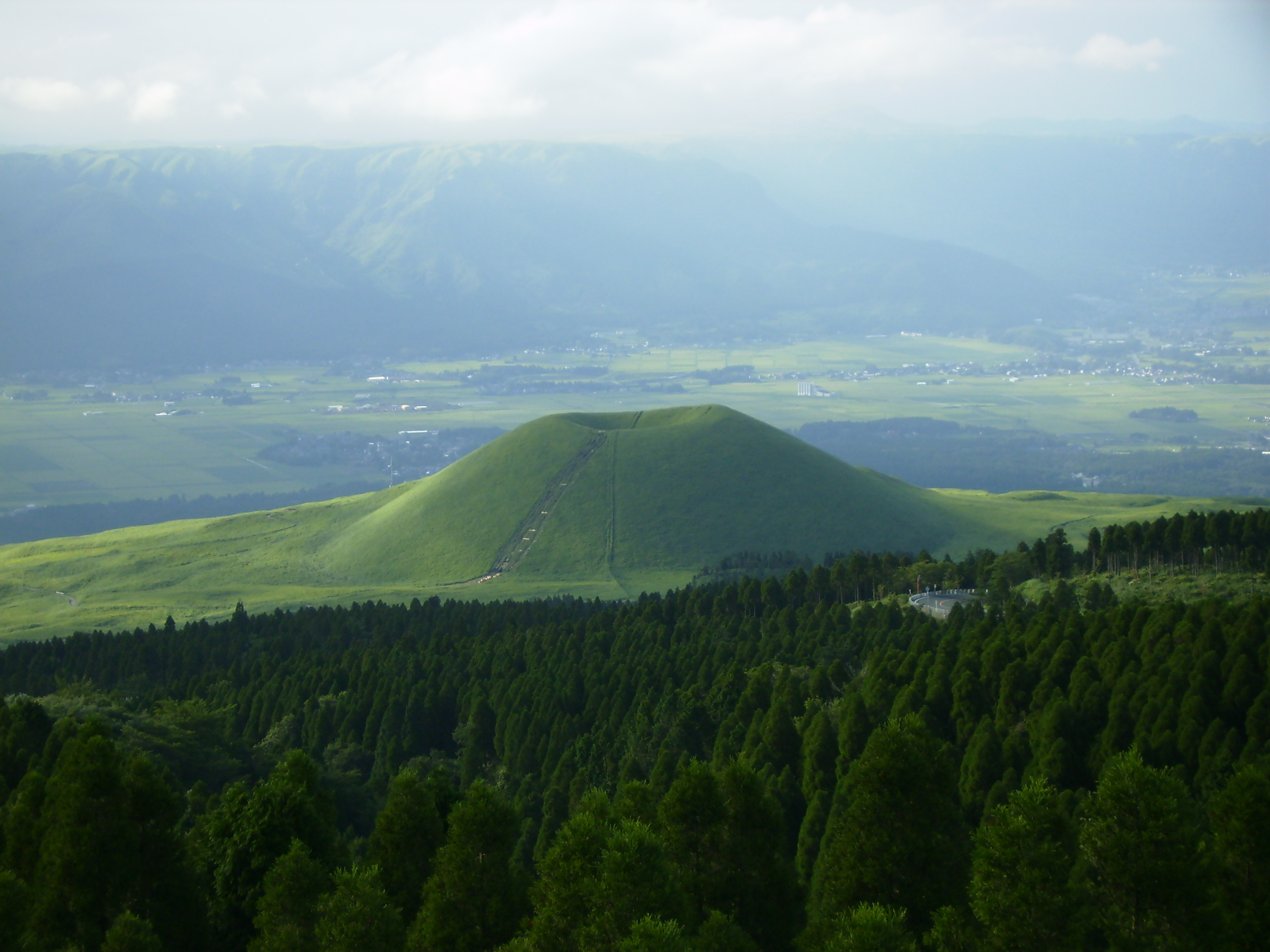
「ヘリコプター」の上空撮影に登場する米塚。

「ヘリコプター」(21巻)熊本県阿蘇市にあるカドリー・ドミニオンから阿蘇くじゅう国立公園の草千里、米塚などをヘリコプターによる遊覧飛行中に撮影した物。
「不倫カップル」(22巻)ラクーアの水上メリーゴーラウンド「ヴィーナスラグーン」。
「マンション紹介ビデオ」(22巻)東京都新宿区西新宿5-3にあるウイークリーマンション。冒頭の映像は丸ノ内線中野坂上駅の2番出口。コンビニエンスストアはスリーエフ北新宿店。

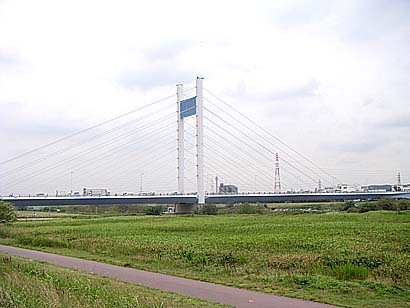
22巻「通り魔」が撮影された是政橋の土手。

「通り魔」(22巻)多摩川の是政橋。東京都府中市と東京都稲城市の間にかかる橋。
「フットサル」(22巻)府中スポーツガーデンフットサル＆ゴルフ練習場(オーベル府中武蔵野台の前)。
「パリ観光」(23巻)フランスのパリ。メトロ地下鉄パレ・ロワイヤル＝ミュゼ・デュ・ルーヴル駅。途中、モンマルトル墓地、シャンゼリゼ通り、凱旋門、エッフェル塔などパリ観光の名所が撮影されている。
「文化祭」(23巻)東京都小平市にある朝鮮大学校。
「鉄棒」(23巻)井の頭恩賜公園。撮影場所は京王電鉄井の頭線井の頭公園駅からほど近い場所である。この投稿映像は1994年4月23日に発覚した実際のバラバラ事件との関連性を求めて調査され、そのドキュメントの課程で紹介されるナレーションや当時の新聞、あるいはインターネットサイトにてこの未解決事件が大きく取り上げられている。
「廃神社」(23巻)群馬県みどり市(旧 勢多郡東村)にある廃神社「武尊神社」。ドキュメント検証には栃木県日光市(旧 上都賀郡足尾町)も含まれ、老婆が死亡したとされる国道122号と渡良瀬川沿いと最も古い永久橋である古河橋などで近隣住民とのインタビューを行っている。
「洞窟」(24巻)埼玉県比企郡吉見町の吉見百穴にある地下軍需工場跡地。
「深夜の路上」(24巻)北海道石狩郡新篠津村。
「ギリシア留学」(24巻)ギリシャ
「サファリパーク」(25巻)群馬県富岡市にある群馬サファリパーク。
「熊野観光」(25巻)和歌山県東牟婁郡那智勝浦町にある熊野那智大社。那智の滝や扇祭などが投稿映像には収められている。
「バンコク観光」(26巻)タイ王国の首都バンコクにあるワット・ポー。
「戦争遺跡」(28巻)松代大本営跡
「渓谷」(28巻)養老渓谷。作中に登場する青い橋が「渓谷橋」。赤い橋が「宝衛橋」である。
「霊の通り道」(28巻)北海道江別市にあるアパートの一室。投稿映像内に江別市指定のゴミ袋や江別市にも所在するスーパーのレジ袋が見える。ただし、江別市に東西の両方を神社に隣接して挟まれるような物件は1つもない。
「白面の女」(29巻)山梨県北杜市にある廃ホテル「ホテル大藪」。

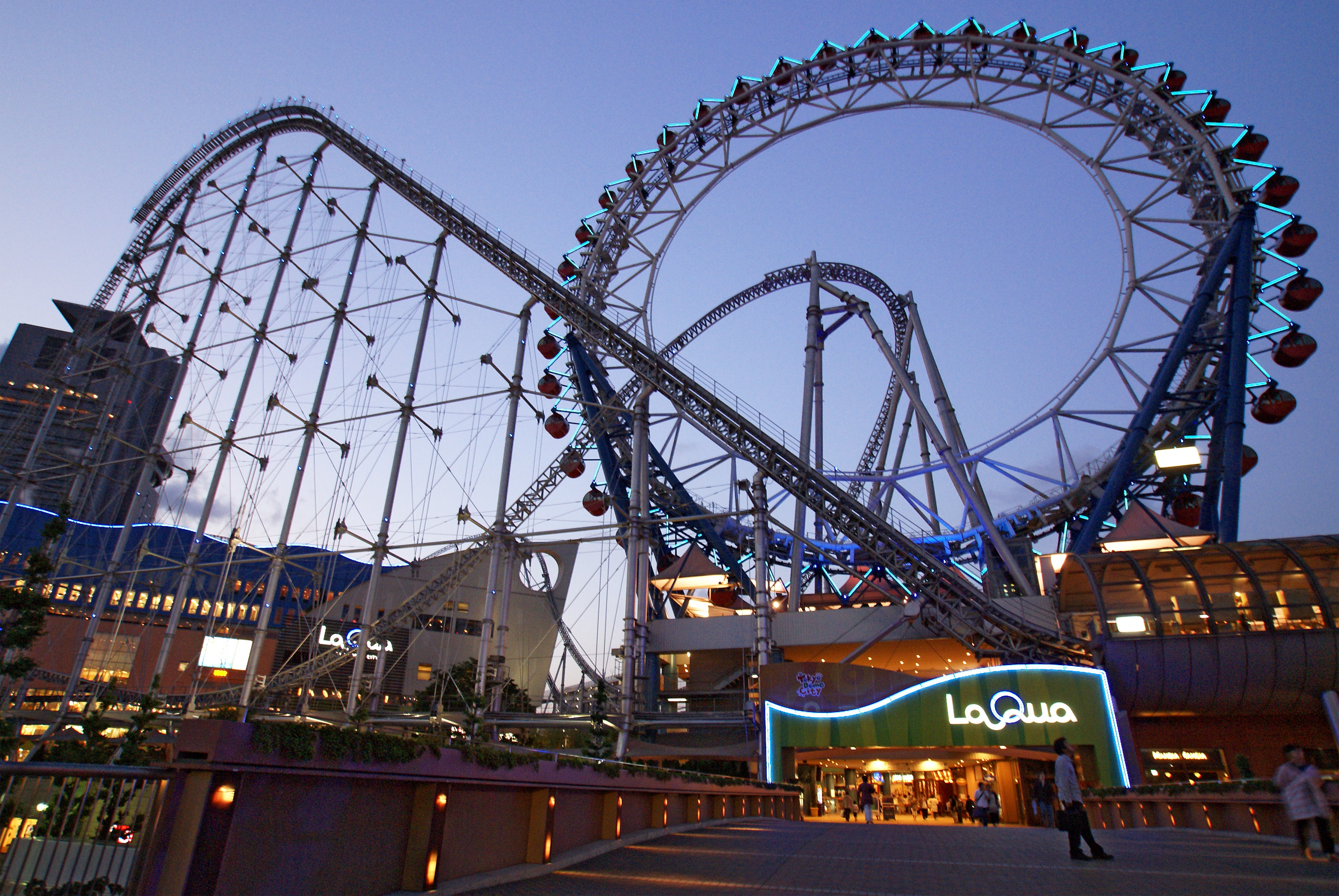
「観覧車」の舞台となったビッグ・オー

「観覧車」(30巻)東京ドームシティラクーアの観覧車ビッグ・オー。
「日暮れる動物園」(31巻)東京都武蔵野市(分園は三鷹市)にある井の頭自然文化園。投稿者カップルが話すシカ、カモシカとはヤクシカとニホンカモシカの事。
「障害者マラソン」(31巻)札幌市豊平区中の島。後方に見える山は藻岩山。
「心霊スポット トンネル」(31巻)東京都渋谷区にある千駄ヶ谷トンネル。ナレーションにもある通り、心霊スポットとして有名なトンネルである。トンネルの上には仙寿院の墓地があると言う様々な曰く付きのトンネルでもあるが、投稿者カップルの会話や周囲の状況から窺える通り、交通量も多くトンネル内の照明も非常に明るい為、そこまで恐怖を感じない心霊スポットとも言われている。
「サンバ」(31巻)東京都台東区浅草雷門通りで開催されている浅草サンバカーニバルを雷門交差点から撮影した物。
「赤い人」(32巻)東京都調布市下石原3丁目。車内から常に南の方角を撮影。車が進み始めると太田塚交差点を抜け、鶴川街道交差点へ向かう。
「ドライブレコーダー」(33巻)神奈川県相模原市緑区佐野川の県道521号線。藤野北小学校に近い場所。
「雪祭り」(34巻)大通公園
「中古ビデオカメラ」(35巻)志摩スペイン村
「肝試し」(35巻)東京都中野区江古田にある中野区立江古田の森公園。当地は病院跡地であり、1993年まで国立療養所中野病院があったが、国立病院医療センターと国立療養所中野病院が統合して新宿区の国立国際医療センターとなった。その後しばらくは旧中野病院の廃墟が存在し、都内でも有数の心霊スポットとなっていたが、治安悪化から取り壊しが決定し、2007年4月1日に江古田の森公園として開園した。現在でも通称「西側の森」は心霊スポットである。
「家族旅行」(35巻)京都府宮津市。
「黒い物体」(35巻)東京都渋谷区道玄坂にあるラブホテル。
「恨眼」(36巻)鹿児島県南九州市知覧町郡(旧 川辺郡知覧町)にある知覧武家屋敷庭園群(知覧武家屋敷通り)。奥に見える山々は母ヶ岳。「薩摩の小京都」称えられる程の美しい町並みで、1981年に国の重要伝統的建造物群保存地区に選定されている。特にこの武家屋敷群の7庭園は国の名勝に指定されている。不可解な映像は西郷恵一郎邸に映り込んでいるが、そこに向かうまでの間に映し出される日本庭園や邸門などは森重堅邸や平山亮一邸などいくつかの武家屋敷を組み合わせて収録されている。
「深夜のドライブ」(36巻)東京都中野区大和町1丁目から3丁目付近にかけての早稲田通り。
「夜景」(38巻)東京都多摩市連光寺3丁目にある「ゆうひの丘」。
「仏像」(39巻)東京都練馬区石神井台1丁目にある三宝寺。正式名は「亀頂山密乗院三寶寺」。投稿映像に映っている観音菩薩像は平和観音と呼ばれる十一面観音。
「うつりこむ眼」(40巻)大通公園。
「夜の池」(40巻)東京都練馬区石神井公園内の池。
「霊域」(41巻)山梨県山中湖村の民宿。
「大震災」(パート42)東京都杉並区高円寺北3丁目の「中通商店街」。

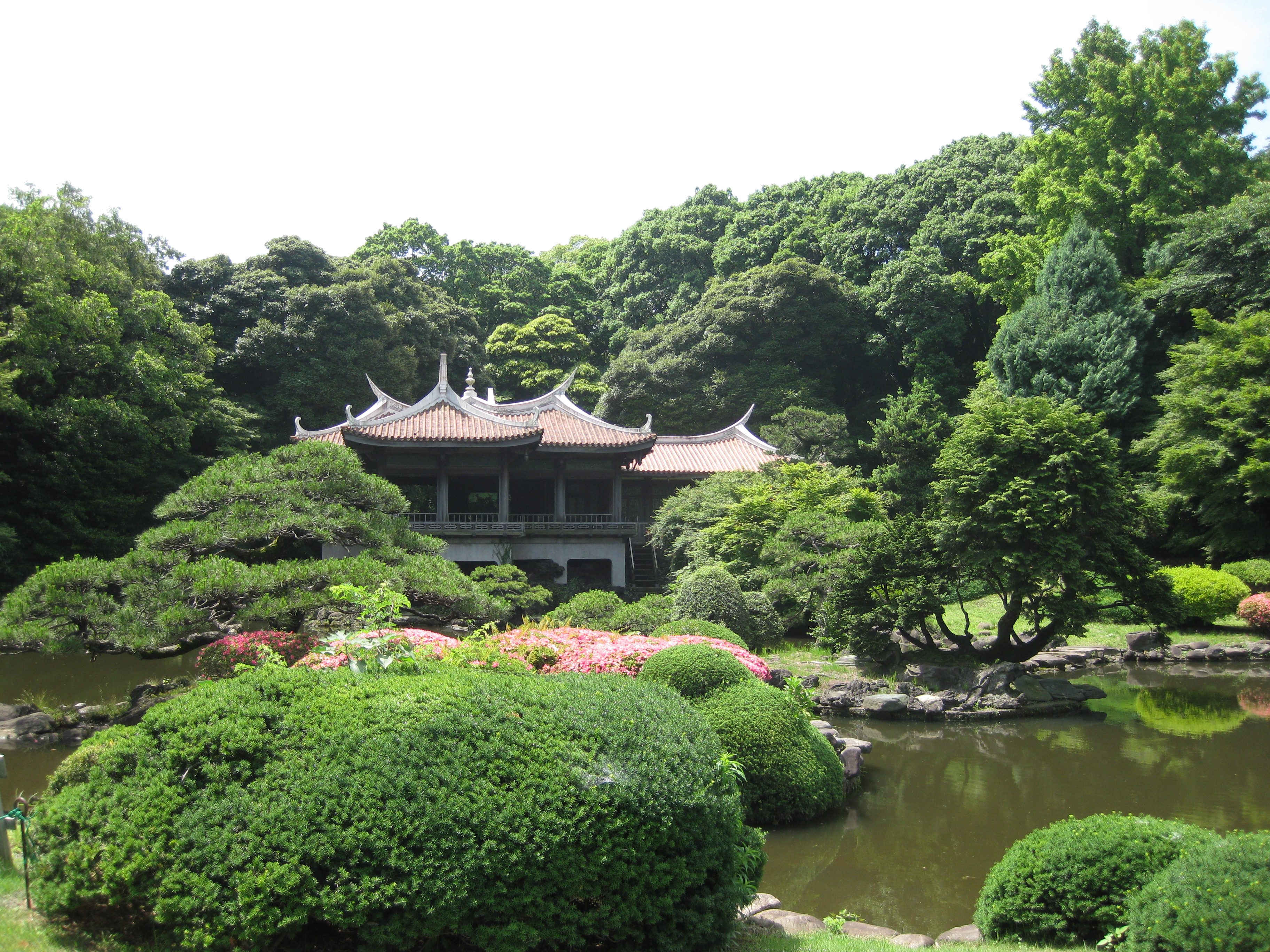
「母の思い」が撮影された新宿御苑内にある旧御涼苑。

「母の思い」(42巻)新宿御苑。撮影していた場所は東京都選定歴史的建造物である旧御涼亭（台湾閣）。
「霊園」(42巻)東京都港区南青山にある青山霊園。

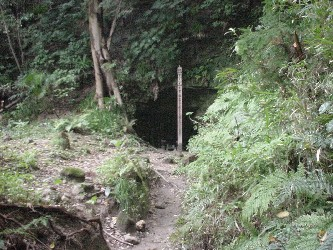
「腹切りやぐら」で撮影された場所。

「腹切りやぐら」(42巻)神奈川県鎌倉市葛西ケ谷にある東勝寺跡から腹切り郭(腹切りやぐら)までを撮影。なお、投稿者の伝承は実話であり、東勝寺合戦で敗北した北条一族283人と、870人の家臣が自害したと「太平記」に伝わっている。
「邪願」(42巻)明治神宮
「展望台」(43巻)神奈川県秦野市にある、ヤビツ峠の途中の、神奈川県道70号線沿いの「菜の花台」の展望台。夜景スポットとして知られる。
「峠の怪」(44巻)正丸峠。作中で触れられている動物の遺棄事件は2010年に実際に発生している。
「首の家」(45巻)1971年(昭和46年)に設立され、1999年(平成11年)まで使われていた静岡県田方郡函南町にある日本BE研究所。
「マヨヒガ」(47巻)山梨県富士河口湖町(旧足和田村付近)。
「心の闇」(47巻)東京都江戸川区臨海町にあるロッテ葛西ゴルフ。
「死返(まかるがえし) 前編」(47巻)東京都豊島区東池袋にあるサンシャイン水族館。
「雨女」(48巻)神奈川県海老名市にある東名高速道路の海老名サービスエリア。
「友達」(48巻)東急田園都市線二子玉川駅近くの多摩川河川敷。映っている電車は東急5000系で、奥に見える建物は世田谷区玉川3丁目にある高層マンション「プラウドタワー二子玉川」。
「死返(まかるがえし) 中編」(48巻)静岡県東伊豆町にある、稲取廃隔離病棟。国道135号線友路トンネル付近にある。廃トンネルは旧白田隧道。
「警官人形」(50巻)山梨県山梨市万力1895-1 デイリーヤマザキ・山梨万力公園前店付近にある国道140号線、万力公園西信号の下。
「アフンルパロを視る女3」(パート50)北海道白老町にある登別漁港のアフンルパロ。
「夜警」(51巻)埼玉県秩父市にある「駒ヶ滝隧道」。
「銅像」(55巻)川口駅西口にある川口西公園。
「シリーズ監視カメラ 商店街」(56巻)練馬区石神井町にある石神井パークロード。
「邪心 前篇」(57巻)東京都日野市にある多摩動物公園。
「もう半分」(60巻)神奈川県相模原市緑区三井にある名手橋。
「蛭子」(60巻)神奈川県横須賀市長井にある荒崎海岸。
「上空」(63巻)関西国際空港。冒頭に映る飛行機はピーチアビエーションのエアバスA320-200。
「赤い傘」(64巻)東京都小平市にある、西武拝島線小川駅 - 東大和市駅間の踏切。
「寺跡」(64巻)東京都八王子市鑓水にある大塚山公園道了堂跡。『THE MOVIE 2』の「首なし」以来14年ぶりに同地で撮影された投稿映像で、同作でも語られた2つの事件をナレーションで説明されている。今回の投稿映像では地蔵の首が修復されて後の映像となっている。
「人身事故」(64巻)中央・総武緩行線荻窪駅。2014年7月29日に発生した人身事故の際の映像。実際にこの事故で女性が死亡している。
「納骨堂」(65巻)フランス・パリにあるカタコンブ・ド・パリ。
「ぎょうさん」(パート66)東京都檜原村にある神戸岩と、神戸岩トンネル。
「残留物」(66巻)神奈川県伊勢原市善波にある「ホテルすかいらぶ」の廃墟。2017年1月3日に不審火が発生し、建物一棟が全焼した。
「ホテル」(68巻)富山県富山市亀谷温泉にある廃ホテル「ビラ立山」。
「火葬場」(69巻)千葉県御宿町にある旧御宿町火葬場。
「指輪」(69巻)生田緑地。
「曲がり角」(72巻)東京都杉並区西荻北2丁目の曲がり角。
「民宿」(73巻)栃木県那須町の那須湯本温泉近郊。冒頭に映る建物は「鹿の湯」。
「下見」(75巻)芦ノ湖。
「母の願い」(75巻)神奈川県藤沢市の湘南台公園。
「無人駅」(75巻)青梅線白丸駅。
「インディアン水車」(76巻)北海道豊浦町にあるインディアン水車公園。ナレーションにもある通り、近辺の地区ではヒグマの出没や目撃情報が多数ある。
「フェスティバル」(77巻)新宿中央公園。爆発事故は2002年1月に実際に起きているが、死者は出ていない。
「YouTuber」(81巻)秋葉原駅電気街口周辺・渋谷駅ハチ公口周辺。KIKAのライブハウスは千代田区神田須田町2丁目19-36 THビル 5階・6階 秋葉原FLAG
「シリーズ監視カメラ 301号室」(81巻)東京都中野区東中野1-4-5「MTビル東中野」。
「気づいて」(81巻)多摩湖及び東京都立狭山自然公園。
「長いトンネル」(83巻)川崎港海底トンネル
「不気味な彫刻」(83巻)タイ・スパンブリー県にある「ワット・パイローンウア」。地獄寺として知られる。
「鍾乳洞の男」(84巻)高知県香美市にある龍河洞。
「繰り返される死」(89巻)埼玉県新座市役所 - 埼玉県川越街道 - 西武台高校第二グラウンド。途中のシーンでS・LOGI新座 Westが確認できる。ちなみに影が見えたのは、新座市役所第二庁舎、ドン・キホーテ新座野火止店、GLP新座/DSR(第一倉庫 所沢5号)。
「フェンス」(90巻)虹の大橋
「トンネルの先」(特恐編)吹上トンネル
「古着」(91巻)東急世田谷線宮の坂駅と山下駅間の線路。
「金神」(91巻)東京都八王子市鑓水にある道了堂跡。64巻の「寺跡」や『The Movie 2』の「首なし」の舞台ともなっている。
「熊牧場」(95巻)北海道登別の登別熊牧場。
「怨音」(99巻)千葉県市原市月崎にある「永昌寺トンネル」。
「岬」(103巻)湘南海岸。17巻の「叫ぶ手」の舞台ともなっている。
「骸の知らせ 後編」(105巻)千葉県鴨川市の前原海水浴場。

## シリーズ一覧

### 1999年
| 作品名                       | スタッフ | 発売日                                  | 収録時間 |
| ---------------------------- | --- | --------------------------------------- | -------- |
| ほんとにあった!呪いのビデオ  | 製作：張江肇／鈴木ワタル プロデューサー：木谷奈津子／大橋孝史 構成：中村義洋／鈴木謙一 スタッフ：深津智男／渡辺まどか／小作憲司／今井久／神林尚 音楽：原田智弘 ナレーション：高橋眞三樹 | 1999年08月22日(VHS) 2003年08月22日(DVD) | 50分     |
| ほんとにあった!呪いのビデオ2 | 製作：張江肇／鈴木ワタル プロデューサー：木谷奈津子／大橋孝史 構成：中村義洋／鈴木謙一 スタッフ：小作憲司／渡辺まどか／深津智男／神林尚 音楽：原田智弘 ナレーション：高橋眞三樹         | 1999年10月22日(VHS) 2003年08月22日(DVD) | 54分     |
| ほんとにあった!呪いのビデオ3 | 製作：張江肇／鈴木ワタル プロデューサー：木谷奈津子／大橋孝史 構成：中村義洋／鈴木謙一 スタッフ：小作憲司／渡辺まどか／今井久 タイトル：神林尚 音楽：原田智弘 ナレーション：中村義洋    | 1999年12月22日(VHS) 2003年09月26日(DVD) | 53分     |

### 2000年
| 作品名                                     | スタッフ | 発売日                                  | 収録時間 |
| ------------------------------------------ | --- | --------------------------------------- | -------- |
| ほんとにあった!呪いのビデオ4               | 製作：張江肇／鈴木ワタル プロデューサー：木谷奈津子／大橋孝史 構成：中村義洋／鈴木謙一 スタッフ：小作憲司／渡辺まどか／今井久／神林尚 音楽：原田智弘 ナレーション：中村義洋 | 2000年04月22日(VHS) 2003年09月26日(DVD) | 49分     |
| ほんとにあった!呪いのビデオ5               | 製作：張江肇／鈴木ワタル プロデューサー：木谷奈津子／大橋孝史 構成：中村義洋／鈴木謙一 スタッフ：小作憲司／渡辺まどか／今井久／井口綾子／大吉悟司／神林尚 音楽：原田智弘 ナレーション：中村義洋                                                                                | 2000年06月22日(VHS) 2003年10月24日(DVD) | 50分     |
| ほんとにあった!呪いのビデオSpecial         | 製作：張江肇／鈴木ワタル プロデューサー：木谷奈津子／大橋孝史 構成：中村義洋／鈴木謙一 スタッフ：井口綾子／大吉悟司／渡辺まどか／小作憲司／和氣俊之／神林尚 音楽：原田智弘 | 2000年08月22日(VHS) 2004年02月6日(DVD)  | 88分     |
| ほんとにあった!呪いのビデオ6               | 製作：張江肇／鈴木ワタル プロデューサー：木谷奈津子／大橋孝史 構成：中村義洋／鈴木謙一 スタッフ：大吉悟司／渡辺まどか 機材：小作憲司 音楽：原田智弘 ナレーション：中村義洋 | 2000年10月22日(VHS) 2003年10月24日(DVD) | 52分     |
| ほんとにあった!呪いのビデオ 呪海スペシャル | 製作：張江肇／鈴木ワタル プロデューサー：木谷奈津子／大橋孝史 出演：小林暁／梅本学／松本愛理／所聖子／彦坂尚美 監督：竹島頓首 助監督：中川善二／土田守洋 脚本： 湯河健太／宮下昇 撮影：高木克真 照明：土田守洋 エフェクト編集 河原塚毅 音楽：斎木琢磨 ナレーション：渡辺潤之輔 | 2000年12月22日(VHS)                     | 85分     |

### 2001年
| 作品名                               | スタッフ | 発売日                                  | 収録時間 |
| ------------------------------------ | --- | --------------------------------------- | -------- |
| ほんとにあった!呪いのビデオ7         | 製作：張江肇／鈴木ワタル プロデューサー：木谷奈津子／大橋孝史 構成：中村義洋／鈴木謙一 スタッフ：小作憲司／渡辺まどか 音楽：原田智弘 ナレーション：中村義洋                                                                                          | 2001年03月23日(VHS) 2003年11月21日(DVD) | 50分     |
| ほんとにあった!呪いのビデオVer. X    | 製作：張江肇／鈴木ワタル プロデューサー：木谷奈津子／大橋孝史 構成：九重勇次朗 スタッフ：佐々木直也／清水直子／菊竹慶治／湯河健太 音楽：斉藤賢治 ナレーション：宮川宏司                                                                              | 2001年05月25日(VHS) 2004年03月05日(DVD) | 86分     |
| ほんとにあった!呪いのビデオVer. X: 2 | 製作：張江肇／鈴木ワタル プロデューサー：木谷奈津子／大橋孝史 構成：九重勇次朗／湯河健太 スタッフ：佐々木直也／清水直子／菊竹慶治／稲葉直也／岡元太 音楽：斉藤賢治 ナレーション：高橋眞三樹                                                          | 2001年07月27日(VHS) 2004年03月05日(DVD) | 88分     |
| ほんとにあった!呪いのビデオ8         | 製作：張江肇／鈴木ワタル プロデューサー：木谷奈津子／大橋孝史 構成・演出：松江哲明 撮影・編集：坂本一雪 監修・ナレーション：中村義洋 音響効果：マナベ・カン 演出助手：樋渡麻美子／中西佳代子 音楽：豊田道倫(パラダイス・ガラージ)                    | 2001年09月21日(VHS) 2003年11月21日(DVD) | 50分     |
| ほんとにあった!呪いのビデオSpecial 2 | 製作：張江肇／鈴木ワタル プロデューサー：木谷奈津子／大橋孝史 構成・演出：松江哲明 撮影・編集：坂本一雪 監修・ナレーション：中村義洋 演出助手：樋渡麻美子／中西佳代子 編集助手：渡邉俊朗 音響効果：マナベ・カン 音楽：豊田道倫(パラダイス・ガラージ) | 2001年12月21日(VHS) 2004年04月02日(DVD) | 86分     |

### 2002年
| 作品名                               | スタッフ | 発売日                                  | 収録時間 |
| ------------------------------------ | --- | --------------------------------------- | -------- |
| ほんとにあった!呪いのビデオ9         | 製作：張江肇／鈴木ワタル プロデューサー：木谷奈津子／大橋孝史 構成・演出：松江哲明 撮影・編集：坂本一雪 監修・ナレーション 中村義洋 演出助手：樋渡麻美子／中西佳代子 編集助手：渡邉俊朗 音響効果：マナベ・カン 音楽：豊田道倫(パラダイス・ガラージ)                                             | 2002年02月22日(VHS) 2003年12月26日(DVD) | 55分     |
| ほんとにあった!呪いのビデオ10        | 製作：張江肇／鈴木ワタル プロデューサー：木谷奈津子／大橋孝史 構成・演出：松江哲明 撮影・編集：坂本一雪 編集助手：山本聡子 製作進行：渡邉俊朗 監修・ナレーション：中村義洋 音響効果：マナベ・カン 音楽：豊田道倫(パラダイス・ガラージ)                                                          | 2002年05月24日(VHS) 2003年12月26日(DVD) | 55分     |
| ほんとにあった!呪いのビデオVer. X: 3 | 製作：張江肇／鈴木ワタル プロデューサー：木谷奈津子／大橋孝史 音楽：D.R.A ナレーション：宮川宏司 編集協力：進士哲雄／喜多正俊 制作：村田亮 演出助手：菊地峰生 演出：白石晃士 | 2002年07月26日(VHS) 2004年04月02日(DVD) | 84分     |
| ほんとにあった!呪いのビデオVer. X: 4 | 製作：張江肇／鈴木ワタル プロデューサー：木谷奈津子／大橋孝史 構成：近藤太 演出助手：栗林忍／仲山知彦／磯田修一 オープニング：進士哲雄 オープニング曲：高倉知之 音楽：D.R.A ナレーション：宮川宏司 編集・MA：KSKスタジオ 編集協力：喜多正俊 演出：白石晃士                                      | 2002年08月23日(VHS) 2004年04月02日(DVD) | 89分     |
| ほんとにあった!呪いのビデオSpecial 3 | 製作：張江肇／鈴木ワタル プロデューサー：木谷奈津子／大橋孝史 構成・演出：近藤太／坂本一雪 撮影：坂本一雪 演出助手：樋渡麻美子／北川さおり／住村愛子 編集：近藤太／坂本一雪／山本聡子 音響効果：渡辺諦信／影山道隆 ナレーション： 朝コータロー 特別協力：森救世 監修：中村義洋 制作：花岡佐知子 | 2002年11月22日(VHS) 2004年04月02日(DVD) | 87分     |

### 2003年
| 作品名                                 | スタッフ | 発売日                                          | 収録時間 |
| -------------------------------------- | --- | ----------------------------------------------- | -------- |
| ほんとにあった!呪いのビデオ リング編   | 製作：張江肇／鈴木ワタル プロデューサー：木谷奈津子／大橋孝史 レポーター：北川さおり 構成・演出：近藤太／坂本一雪 撮影・編集：近藤太／坂本一雪 演出補：横田直幸 音響効果：三宅洋 監修・ナレーション：中村義洋 再現映像出演：刈込和弘／平林康世／出口泉実／福里沙耶香                                                       | 2003年01月24日                                  | 88分     |
| ほんとにあった!呪いのビデオThe Movie   | 製作：張江肇／鈴木ワタル プロデューサー：木谷奈津子／大橋孝史 演出助手：横田直幸／若狭朋宏 音楽：D.R.A 編集・MA：NEKスタジオ 編集協力：喜多正俊 ナレーション：中村義洋 構成・演出：白石晃士 | 2003年03月08日(映画館) 2003年04月25日(DVD・VHS) | 82分     |
| ほんとにあった!呪いのビデオ11          | 製作：張江肇／鈴木ワタル プロデューサー：木谷奈津子／大橋孝史 撮影・編集：坂本一雪 演出補：横田直幸／近藤太 編集補：横田直幸／近藤太／小屋敷清志 制作：横田直幸 リポーター：北川さおり／仁科芳子 ナレーション：中村義洋 音楽：赤犬 音響効果：スキャット後藤／鮫島進矢 編集・MA：NEKスタジオ 構成・演出：坂本一雪           | 2003年06月21日                                  | 59分     |
| ほんとにあった!呪いのビデオSpecial 4   | 製作：張江肇／鈴木ワタル プロデューサー：木谷奈津子／大橋孝史 撮影・編集：坂本一雪 演出補：横田直幸／近藤太 編集補：横田直幸／近藤太／小屋敷清志 制作：横田直幸 リポーター：北川さおり／仁科芳子 ナレーション：中村義洋 音楽：赤犬＋馬木妙華 音響効果：スキャット後藤／鮫島進矢 編集・MA：NEKスタジオ 構成・演出：坂本一雪 | 2003年08月22日                                  | 87分     |
| ほんとにあった!呪いのビデオThe Movie 2 | 製作：張江肇／鈴木ワタル プロデューサー：木谷奈津子／大橋孝史 演出助手：横田直幸／栗林忍／磯田修一 協力：若狭朋広 ナレーション：中村義洋 音楽：D.R.A 編集・MA：NEKスタジオ 構成・演出：白石晃士 | 2003年10月27日(映画館) 2003年11月21日(DVD・VHS) | 88分     |

### 2004年
| 作品名                                      | スタッフ | 発売日         | 収録時間 |
| ------------------------------------------- | --- | -------------- | -------- |
| ほんとにあった!呪いのビデオ 戦慄投稿BEST 20 | 製作：張江肇／鈴木ワタル プロデューサー：木谷奈津子／大橋孝史 撮影：磯辺康広 編集：Love Illusion Pictures Studio 音楽プロデューサー：笠原"POPO"雅史 音楽：鳥井本英樹 ナレーション：中村義洋 演出補：吉田嬢二 レポーター：小出ミカ 協力：ディメンション／野村美奈子／稲垣希 オープニング：稲垣浩子 制作協力：Love Illusion Pictures 構成：黒薔薇の貴婦人 演出・編集・効果・撮影：山本清史 | 2004年02月06日 | 80分     |
| ほんとにあった!呪いのビデオ12               | 製作：張江肇／鈴木ワタル プロデューサー：木谷奈津子／大橋孝史 撮影：大矢大介 演出補：横田直幸／寺内康太郎 編集：坂本一雪 音楽：赤犬Lights 協力：柴田剛／阪田雅之 監修・ナレーション：中村義洋 構成・演出：坂本一雪 | 2004年04月02日 | 54分     |
| ほんとにあった!呪いのビデオSpecial 5        | 製作：張江肇／鈴木ワタル プロデューサー：木谷奈津子／大橋孝史 演出助手：横田直幸／元木隆史／江田広司／横内靖典 制作：元木隆史／小泉史香 撮影：坂本一雪／元木隆史 編集：坂本一雪／白石晃士／阪田雅之 ナレーション：中村義洋 構成：坂本一雪／籐屋敷隆志 音楽：赤犬Lights 協力：浜名英子／市井昌秀／福井洋 演出：坂本一雪                                                                   | 2004年07月02日 | 88分     |
| ほんとにあった!呪いのビデオ13               | 製作：張江肇／鈴木ワタル プロデューサー：木谷奈津子／大橋孝史 撮影：坂本一雪／横内靖典 演出助手：元木隆志／江田広司 編集：坂本一雪／江田広司 制作：小泉史香 音楽：赤犬Lights ナレーション：中村義洋 協力：市井秀昌／大室光未 構成・演出：坂本一雪 | 2004年09月03日 | 56分     |
| ほんとにあった!呪いのビデオ14               | 製作：張江肇／鈴木ワタル プロデューサー：木谷奈津子／大橋孝史 撮影・編集：坂本一雪／西村喜廣 演出助手：籐屋敷隆志／横内靖典 制作：小泉史香 音楽：赤犬Lights ナレーション：中村義洋 協力：市井秀昌／大室光未／大矢大介／荒川祥子／西村映造所 構成・演出：坂本一雪 | 2004年12月03日 | 58分     |

### 2005年
| 作品名                        | スタッフ | 発売日         | 収録時間 |
| ----------------------------- | --- | -------------- | -------- |
| ほんとにあった!呪いのビデオ15 | 製作：張江肇／鈴木ワタル プロデューサー：木谷奈津子／大橋孝史 撮影・編集：坂本一雪 演出助手：横田直幸／籐屋敷隆志／柴田剛 制作：籐屋敷隆志 音楽：赤犬Lights ナレーション：中村義洋 協力：西村喜廣(西村映造所)／小泉史香／仲悟志／鈴木清太郎／濱田真樹 構成・演出：坂本一雪                                                       | 2005年03月04日 | 56分     |
| ほんとにあった!呪いのビデオ16 | 製作：張江肇／鈴木ワタル プロデューサー：木谷奈津子／大橋孝史／磯田修一 撮影・編集：福田陽平 演出助手：中晶子 音楽・効果：DRA Music Factory 編集・MA：東洋レコーディング ナレーション：中村義洋 構成・演出：福田陽平 | 2005年06月03日 | 57分     |
| ほんとにあった!呪いのビデオ17 | 製作：張江肇／鈴木ワタル プロデューサー：木谷奈津子／大橋孝史／磯田修一 撮影：福田陽平／飯島桂 編集：福田陽平／酒川卓真 演出補：丸中毅／中晶子／門間しのぶ／永瀬太 音楽・効果：DRA Music Factory 編集・MA：東洋レコーディング ナレーション：中村義洋 構成・演出：福田陽平                                                        | 2005年08月05日 | 60分     |
| ほんとにあった!呪いのビデオ18 | 製作：張江肇／鈴木ワタル プロデューサー：木谷奈津子／磯田修一 撮影：福田陽平 録音：長尾風汰 編集：酒川卓真／佐上佳嗣／福田陽平 音楽・効果：DRA Music Factory 車輛：飯島桂／相田勝康／加藤悠 編集・MA：東洋レコーディング 演出補：丸中毅／中晶子／門間しのぶ／濱田千裕 協力：横田直幸 ナレーション：中村義洋 構成・演出：福田陽平 | 2005年11月04日 | 60分     |

### 2006年
| 作品名                        | スタッフ | 発売日         | 収録時間 |
| ----------------------------- | --- | -------------- | -------- |
| ほんとにあった!呪いのビデオ19 | 製作：張江肇／鈴木ワタル プロデューサー：木谷奈津子／磯田修一 演出補：横田直幸／丸中つよし／大庭則睦／佐々木亜沙子 撮影：福田陽平／加藤隼介 編集：福田陽平／室井孝介／加藤隼介 音楽・効果：DRA Music Factory 車輛：加藤悠／飯嶋桂 編集・MA：東洋レコーディング ナレーション：中村義洋 構成・演出：福田陽平                | 2006年03月03日 | 59分     |
| ほんとにあった!呪いのビデオ20 | 製作：張江肇／鈴木ワタル プロデューサー：木谷奈津子／磯田修一 撮影：福田陽平 録音：長尾風汰 編集：福田陽平／大竹周一／青柳光昭 演出補：丸中つよし／佐野亨／中晶子／近野恵美 構成協力：永江二朗／佐上佳嗣 音楽・効果：DRA Music Factory／大庫具祥 編集・MA：東洋レコーディング ナレーション：中村義洋 構成・演出：福田陽平 | 2006年06月02日 | 66分     |
| ほんとにあった!呪いのビデオ21 | 製作：張江肇／鈴木ワタル プロデューサー：木谷奈津子／磯田修一 撮影：福田陽平 録音：長尾風汰 編集：福田陽平／大竹周一／青柳光昭 演出補：佐野亨／中晶子／近野恵美 構成協力：永江二朗／佐上佳嗣 音楽・効果：DRA Music Factory／大庫具祥 編集・MA：東洋レコーディング ナレーション：中村義洋 構成・演出：福田陽平             | 2006年08月04日 | 75分     |
| ほんとにあった!呪いのビデオ22 | 製作：張江肇／鈴木ワタル プロデューサー：木谷奈津子／磯田修一 制作・録音：広岡知人 演出補：奥定正掌／加藤麻矢／横田則幸 編集：児玉和土／山崎真 音楽・音響効果：DRA Music Factory 編集・MAスタジオ：東洋レコーディング 協力：三好麻衣 ナレーション：中村義洋 構成・演出：児玉和土                                          | 2006年12月08日 | 67分     |

### 2007年
| 作品名                        | スタッフ | 発売日         | 収録時間 |
| ----------------------------- | --- | -------------- | -------- |
| ほんとにあった!呪いのビデオ23 | 製作：張江肇／鈴木ワタル プロデューサー：木谷奈津子／磯田修一 制作担当：広岡知人 演出補：大谷直樹／岩澤宏樹／横田則幸／泰俊子 編集：児玉和土 編集協力：岡田光平 音楽・音響効果：スギモトトモユキ 編集・MAスタジオ：東洋レコーディング ナレーション：中村義洋 構成・演出：児玉和土 | 2007年03月02日 | 83分     |
| ほんとにあった!呪いのビデオ24 | 製作：張江肇／鈴木ワタル プロデューサー：木谷奈津子／磯田修一 演出補：岩澤宏樹／菊池宣秀／大谷直樹 編集：児玉和土／岩澤宏樹 音楽・音響効果：スギモトトモユキ 編集・MAスタジオ：東洋レコーディング ナレーション：中村義洋 構成・演出：児玉和土                                     | 2007年06月08日 | 71分     |
| ほんとにあった!呪いのビデオ25 | 製作：張江肇／鈴木ワタル プロデューサー：木谷奈津子／磯田修一 演出補：岩澤宏樹／菊池宣秀 音楽・音響効果：スギモトトモユキ 編集：児玉和土／岩澤宏樹 編集・MAスタジオ：東洋レコーディング ナレーション：中村義洋 構成・演出：児玉和土                                               | 2007年08月03日 | 68分     |
| ほんとにあった!呪いのビデオ26 | 製作：張江肇／鈴木ワタル プロデューサー：木谷奈津子／磯田修一 構成：児玉和土／菊池宣秀 演出補：岩澤宏樹／二木二葉／横田則幸 音楽・音響効果：スギモトトモユキ 編集：児玉和土／岩澤宏樹 編集・MAスタジオ：東洋レコーディング ナレーション：中村義洋 演出：児玉和土                  | 2007年11月02日 | 67分     |

### 2008年
| 作品名                        | スタッフ | 発売日         | 収録時間 |
| ----------------------------- | --- | -------------- | -------- |
| ほんとにあった!呪いのビデオ27 | 製作：張江肇／鈴木ワタル プロデューサー：木谷奈津子／磯田修一 演出補：岩澤宏樹／菊池宣秀 音楽・音響効果：スギモトトモユキ 編集：大杉東 編集・MAスタジオ：東洋レコーディング ナレーション：中村義洋 構成・演出：児玉和土 | 2008年02月08日 | 62分     |
| ほんとにあった!呪いのビデオ28 | 製作：張江肇／鈴木ワタル プロデューサー：木谷奈津子／磯田修一 演出補：岩澤宏樹／菊池宣秀 音楽・音響効果：ウダヨウスケ 編集：大杉東 編集・MAスタジオ：東洋レコーディング ナレーション：中村義洋 構成・演出：児玉和土     | 2008年06月06日 | 68分     |
| ほんとにあった!呪いのビデオ29 | 製作：張江肇／鈴木ワタル プロデューサー：木谷奈津子／磯田修一 演出補：岩澤宏樹／菊池宣秀 音楽：スギモトトモユキ 編集・音響効果：大杉東 編集・MAスタジオ：東洋レコーディング ナレーション：中村義洋 構成・演出：児玉和土 | 2008年08月08日 | 64分     |
| ほんとにあった!呪いのビデオ30 | 製作：張江肇、鈴木ワタル プロデューサー：木谷奈津子、磯田修一 演出補：岩澤宏樹、菊池宣秀 音楽・音響効果：スギモトトモユキ 編集：岩澤宏樹 ナレーション：中村義洋 構成・演出：児玉和土                                    | 2008年11月07日 | 64分     |

### 2009年
| 作品名                        | スタッフ | 発売日         | 収録時間 |
| ----------------------------- | --- | -------------- | -------- |
| ほんとにあった!呪いのビデオ31 | 製作：張江肇、鈴木ワタル プロデューサー：木谷奈津子、磯田修一 演出補：岩澤宏樹 音楽・音響効果：スギモトトモユキ 編集：大杉東 編集・MAスタジオ：TSP ナレーション：中村義洋 構成・演出：児玉和土                                                  | 2009年03月06日 | 57分     |
| ほんとにあった!呪いのビデオ32 | 製作：張江肇／鈴木ワタル プロデューサー：木谷奈津子／磯田修一 演出補：岩澤宏樹／菊池宣秀／渡邉利枝 音楽・音響効果：荒井佑／筒井香織／南亜矢子 編集：大杉東 編集・MAスタジオ：TSP ナレーション：中村義洋 構成・演出：児玉和土                    | 2009年06月05日 | 58分     |
| ほんとにあった!呪いのビデオ33 | 製作：張江肇／鈴木ワタル プロデューサー：木谷奈津子／磯田修一 構成：児玉和土／岩澤宏樹 演出補：岩澤宏樹／菊池宣秀／渡邉利枝 音楽・音響効果：荒井佑／筒井香織／南亜矢子 編集：大杉東 編集・MAスタジオ：TSP ナレーション：中村義洋 演出：児玉和土 | 2009年07月03日 | 64分     |
| ほんとにあった!呪いのビデオ34 | 製作：張江肇／鈴木ワタル プロデューサー：木谷奈津子／磯田修一 構成：児玉和土／岩澤宏樹 演出補：岩澤宏樹／渡邉利枝 音楽・音響効果：荒井佑／筒井香織／南亜矢子 編集：大杉東 編集・MAスタジオ：TSP ナレーション：中村義洋 演出：児玉和土           | 2009年08月07日 | 64分     |
| ほんとにあった!呪いのビデオ35 | 製作：張江肇／鈴木ワタル プロデューサー：木谷奈津子／磯田修一 構成：児玉和土／猪原健太 演出補：長田明子／久本樹 音楽・音響効果：ウダヨウスケ／大杉東 編集：大杉東 編集・MAスタジオ：TSP ナレーション：中村義洋 演出：児玉和土                   | 2009年12月04日 | 56分     |

### 2010年
| 作品名                        | スタッフ | 発売日         | 収録時間 |
| ----------------------------- | --- | -------------- | -------- |
| ほんとにあった!呪いのビデオ36 | 製作：張江肇／鈴木ワタル プロデューサー：宮田生哉／磯田修一 構成：児玉和土／猪原健太 演出補：長田明子／岩澤俊樹／渡辺美穂 音楽・音響効果：荒井佑／南亜矢子／大杉東 編集：大杉東 編集・MAスタジオ：TSP ナレーション：中村義洋 演出：児玉和土 | 2010年03月05日 | 60分     |
| ほんとにあった!呪いのビデオ37 | 製作：張江肇／鈴木ワタル プロデューサー：宮田生哉／磯田修一 構成：児玉和土／猪原健太 演出補：伊月肇／長田明子／板倉由佳 音楽・音響効果：荒井佑／大杉東 編集：大杉東 編集・MAスタジオ：TSP ナレーション：中村義洋 演出：児玉和土             | 2010年06月04日 | 59分     |
| ほんとにあった!呪いのビデオ38 | 製作：張江肇／鈴木ワタル プロデューサー：宮田生哉／磯田修一 構成：児玉和土／猪原健太 演出補：伊月肇／長田明子／板倉由佳 音楽・音響効果：荒井佑／大杉東 編集：大杉東 編集・MAスタジオ：TSP ナレーション：中村義洋 演出：児玉和土             | 2010年07月02日 | 59分     |
| ほんとにあった!呪いのビデオ39 | 製作：張江肇／鈴木ワタル プロデューサー：宮田生哉／磯田修一 構成：児玉和土／猪原健太 演出補：伊月肇／長田明子／板倉由佳 音楽・音響効果：荒井佑／大杉東 編集：大杉東／児玉和土 編集・MAスタジオ：TSP ナレーション：中村義洋 演出：児玉和土   | 2010年08月06日 | 58分     |
| ほんとにあった!呪いのビデオ40 | 製作：張江肇／鈴木ワタル プロデューサー：宮田生哉／磯田修一 演出補：伊月肇／長田明子／渡辺美穂 音楽・音響効果：荒井佑／大杉東 編集：庄司薫 編集・MAスタジオ：TSP ナレーション：中村義洋 構成・演出：児玉和土                                | 2010年12月03日 | 57分     |

### 2011年
| 作品名                        | スタッフ | 発売日          | 収録時間 |
| ----------------------------- | --- | --------------- | -------- |
| ほんとにあった!呪いのビデオ41 | 製作：張江肇／鈴木ワタル プロデューサー：宮田生哉／磯田修一 演出補：長田明子／石井俊二 音楽・音響効果：荒井佑／大杉東 編集：庄司薫 編集・MAスタジオ：TSP ナレーション：中村義洋 構成・演出：児玉和土                                                                             | 2011年03月04日  | 58分     |
| ほんとにあった!呪いのビデオ42 | 製作：張江肇／鈴木ワタル プロデューサー：宮田生哉／磯田修一 演出補：渡邉利枝／坂口行弘／阿草祐己 音楽・音響効果：ボン／ぽむ／飯田源太郎 編集：大杉東／岩澤宏樹／坂口行弘 編集・MAスタジオ：TSP ナレーション：中村義洋 構成・演出：岩澤宏樹                                       | 2011年06月03日  | 74分     |
| ほんとにあった!呪いのビデオ43 | 製作：張江肇／鈴木ワタル プロデューサー：宮田生哉／磯田修一 演出補：渡邉利枝／坂井秀人／坂口行弘／阿草祐己 音楽・音響効果：ボン／ぽむ／飯田源太郎／永田陸 編集：大杉東／岩澤宏樹／坂口行弘／坂井秀人 編集・MAスタジオ：TSP ナレーション：中村義洋 構成・演出：岩澤宏樹           | 2011年07月02日  | 64分     |
| ほんとにあった!呪いのビデオ44 | 製作：張江肇／鈴木ワタル プロデューサー：宮田生哉／磯田修一 演出補：阿草祐己／川居尚美／菊池宣秀／渡邉利枝／坂口行弘 音楽・音響効果：ボン／ぽむ／飯田源太郎／永田陸 編集：大杉東／岩澤宏樹／坂口行弘／坂井秀人 編集・MAスタジオ：TSP ナレーション：中村義洋 構成・演出：岩澤宏樹 | 2011年08月05日  | 61分     |
| ほんとにあった!呪いのビデオ45 | 製作：張江肇／鈴木ワタル プロデューサー：宮田生哉／磯田修一 演出補：菊池宣秀／川居尚美／長田明子 音楽・音響効果：飯田源太郎／ボン 編集：岩澤宏樹 編集・MAスタジオ：TSP ナレーション：中村義洋 構成・演出：岩澤宏樹                                                               | 2011年012月02日 | 69分     |

### 2012年
| 作品名                         | スタッフ | 発売日         | 収録時間 |
| ------------------------------ | --- | -------------- | -------- |
| ほんとにあった!呪いのビデオ46  | 製作：張江肇／鈴木ワタル プロデューサー：宮田生哉／磯田修一 演出補：川居尚美／長田明子／阿草祐己 音楽・音響効果：飯田源太郎／ボン 編集：岩澤宏樹／横山拓矢 編集・MAスタジオ：TSP ナレーション：中村義洋 構成・演出：岩澤宏樹         | 2012年03月02日 | 64分     |
| ほんとにあった!呪いのビデオ47  | 製作：張江肇／鈴木ワタル プロデューサー：宮田生哉／沢田慶 演出補：菊池宣秀／川居尚美／阿草祐己／米島克哉 音楽・音響効果：ボン／飯田源太郎 編集：岩澤宏樹／横山拓矢 編集・MAスタジオ：TSP ナレーション：中村義洋 構成・演出：岩澤宏樹 | 2012年06月02日 | 66分     |
| ほんとにあった!呪いのビデオ48  | 製作：張江肇／鈴木ワタル プロデューサー：宮田生哉／沢田慶 演出補：菊池宣秀／川居尚美／米島克哉／阿草祐己 音楽・音響効果：ボン／飯田源太郎 編集：岩澤宏樹／菊池宣秀 編集・MAスタジオ：TSP ナレーション：中村義洋 構成・演出：岩澤宏樹 | 2012年07月06日 | 67分     |
| ほんとにあった!呪いのビデオ49  | 製作：張江肇／鈴木ワタル プロデューサー：宮田生哉／沢田慶 演出補：菊池宣秀／横田季幸／川居尚美／米島克哉 音楽・音響効果：ボン／飯田源太郎 編集：岩澤宏樹／菊池宣秀 編集・MAスタジオ：TSP ナレーション：中村義洋 構成・演出：岩澤宏樹 | 2012年08月03日 | 71分     |
| ほんとにあった!呪いのビデオ 50 | 製作：張江肇／鈴木ワタル プロデューサー：宮田生哉／沢田慶 演出補：菊池宣秀／川居尚美／横田季幸／中山美奈 編集：岩澤宏樹／菊池宣秀 音楽・音響効果：ボン／飯田源太郎 ナレーション：中村義洋 構成・演出：岩澤宏樹                       | 2012年12月07日 | 78分     |

### 2013年
| 作品名                               | スタッフ | 発売日                                     | 収録時間 |
| ------------------------------------ | --- | ------------------------------------------ | -------- |
| ほんとにあった!呪いのビデオ51        | 製作：張江肇／鈴木ワタル プロデューサー：宮田生哉／沢田慶 演出補：菊池宣秀／川居尚美／阿草祐己／井ノ上謙介／押木大輔 編集：岩澤宏樹 音楽・音響効果：飯田源太郎／ボン ナレーション：中村義洋 構成・演出：岩澤宏樹                                                                         | 2013年03月02日                             | 63分     |
| ほんとにあった!呪いのビデオ52        | 製作：張江肇／鈴木ワタル プロデューサー：宮田生哉／沢田慶 演出補：川居尚美／押木大輔／井ノ上謙介／中山美奈 構成：岩澤宏樹／押木大輔 編集：岩澤宏樹 タイトル制作：鳥尾美里 音楽・音響効果：飯田源太郎／ボン ナレーション：中村義洋 演出：岩澤宏樹                                         | 2013年06月07日                             | 66分     |
| ほんとにあった!呪いのビデオ53        | 製作：張江肇／鈴木ワタル プロデューサー：宮田生哉／沢田慶 演出補：川居尚美／押木大輔／井ノ上謙介／中山美奈 構成：岩澤宏樹／押木大輔 編集：岩澤宏樹 タイトル制作：鳥尾美里 音楽・音響効果：飯田源太郎／ボン ナレーション：中村義洋 演出：岩澤宏樹                                         | 2013年07月05日                             | 63分     |
| ほんとにあった!呪いのビデオ54        | 製作：張江肇／鈴木ワタル プロデューサー：宮田生哉／沢田慶 演出補：押木大輔／井ノ上謙介／川居尚美／阿草祐己／中山美奈／菊池宣秀(元演出補) 構成：岩澤宏樹／押木大輔 編集：菊池宣秀／岩澤宏樹 タイトル制作：鳥尾美里 音楽・音響効果：飯田源太郎／ボン ナレーション：中村義洋 演出：岩澤宏樹 | 2013年08月02日                             | 60分     |
| 劇場版 ほんとにあった!呪いのビデオ55 | 製作：張江肇／鈴木ワタル プロデューサー：宮田生哉／沢田慶 演出補：菊池宣秀／川居尚美／阿草裕己／井ノ上謙介／中山美奈／押木大輔 構成・編集：岩澤宏樹／菊池宣秀 音楽・音響効果：ボン／飯田源太郎 ナレーション：中村義洋 演出：岩澤宏樹                                                     | 2013年11月23日(映画館) 2013年12月06日(DVD) | 107分    |

### 2014年
| 作品名                        | スタッフ | 発売日         | 収録時間 |
| ----------------------------- | --- | -------------- | -------- |
| ほんとにあった!呪いのビデオ56 | 製作：張江肇／鈴木ワタル プロデューサー：宮田生哉／岩崎正敬 演出補：川居尚美／森澤透馬／増本竜馬 構成・編集：菊池宣秀 音楽・音響効果：ボン タイトル制作：山崎聡子 ナレーション：中村義洋 演出：菊池宣秀                                                                                              | 2014年03月05日 | 65分     |
| ほんとにあった!呪いのビデオ57 | 製作：張江肇／鈴木ワタル プロデューサー：宮田生哉／岩崎正敬／岩村修 演出補：川居尚美／森澤透馬／増本竜馬 構成・編集：菊池宣秀 音楽・音響効果：ボン／鈴木大士／Yo-ko(from D.M.P)／Ska(from D.M.P) タイトル制作：山崎聡子 ナレーション：中村義洋 演出：菊池宣秀                                        | 2014年06月04日 | 57分     |
| ほんとにあった!呪いのビデオ58 | 製作：張江肇／鈴木ワタル プロデューサー：宮田生哉／岩崎正敬／岩村修 演出補：川居尚美／森澤透馬／増本竜馬 編集：菊池宣秀／森澤透馬 音楽・音響効果：ボン／鈴木大士／Yo-ko(from D.M.P)／Ska(from D.M.P) タイトル制作：山崎聡子 ナレーション：中村義洋 構成・演出：菊池宣秀                              | 2014年07月02日 | 62分     |
| ほんとにあった!呪いのビデオ59 | 製作：張江肇／鈴木ワタル プロデューサー：宮田生哉／岩崎正敬／岩村修 演出補：川居尚美／森澤透馬／増本竜馬 編集：菊池宣秀／森澤透馬 構成：菊池宣秀／増本竜馬 音楽・音響効果：ボン／鈴木大士／Yo-ko(from D.M.P)／Ska(from D.M.P)／隼耶歩夢 タイトル制作：山崎聡子 ナレーション：中村義洋 演出：菊池宣秀 | 2014年08月02日 | 61分     |
| ほんとにあった!呪いのビデオ60 | 製作：張江肇／鈴木ワタル プロデューサー：宮田生哉／岩村修 演出補：川居尚美／森澤透馬／増本竜馬 タイトル制作：山屋昌弘 音楽・音響効果：ボン／鈴木大士 ナレーション：中村義洋 構成・演出：菊池宣秀 | 2014年12月03日 | 78分     |

### 2015年
| 作品名                        | スタッフ | 発売日         | 収録時間 |
| ----------------------------- | --- | -------------- | -------- |
| ほんとにあった!呪いのビデオ61 | 製作：張江肇／鈴木ワタル プロデューサー：宮田生哉／岩村修 演出補：川居尚美／森澤透馬／増本竜馬／川上悠 音楽・音響効果：ボン／鈴木大士 ナレーション：中村義洋 構成・演出：菊池宣秀                                                                                 | 2015年03月04日 | 87分     |
| ほんとにあった!呪いのビデオ62 | 製作：張江肇／鈴木ワタル プロデューサー：宮田生哉／岩村修 演出補：川居尚美／森澤透馬／山下洋助／今野恭成／佐藤千尋 音楽・音響効果：ボン／鈴木大士 編集：菊池宣秀／今野恭成 タイトル制作： 藤本裕貴 構成：菊池宣秀／森澤透馬 ナレーション：中村義洋 演出：菊池宣秀 | 2015年06月03日 | 72分     |
| ほんとにあった!呪いのビデオ63 | 製作：張江肇／鈴木ワタル プロデューサー：宮田生哉／岩村修 演出補：川居尚美／森澤透馬／山下洋助／今野恭成／佐藤千尋 音楽・音響効果：ボン／鈴木大士 編集：菊池宣秀／今野恭成 タイトル制作：藤本裕貴 構成：菊池宣秀／田代聖嗣 ナレーション：中村義洋 演出：菊池宣秀  | 2015年7月3日   | 75分     |
| ほんとにあった!呪いのビデオ64 | 製作：張江肇／鈴木ワタル プロデューサー：宮田生哉／岩村修 演出補：川居尚美／森澤透馬／山下洋助／今野恭成／佐藤千尋 音楽・音響効果：ボン／鈴木大士 編集：菊池宣秀／今野恭成 タイトル制作：藤本裕貴 構成：菊池宣秀／森澤透馬 ナレーション：中村義洋 演出：菊池宣秀  | 2015年8月5日   | 85分     |
| ほんとにあった!呪いのビデオ65 | 製作：張江肇／鈴木ワタル プロデューサー：宮田生哉／岩村修 演出補：川居尚美／今野恭成／山下洋助／森澤透馬 音楽・音響効果：ボン／鈴木大士 構成：菊池宣秀／久保寺晃一 ナレーション：中村義洋 演出：菊池宣秀                                                          | 2015年12月04日 | 91分     |

### 2016年
| 作品名                        | スタッフ | 発売日         | 収録時間 |
| ----------------------------- | --- | -------------- | -------- |
| ほんとにあった!呪いのビデオ66 | 製作：張江肇／鈴木ワタル プロデューサー：宮田生哉／岩村修 演出補：川居尚美／森澤透馬／山下洋助／今野恭成 音楽・音響効果：ボン／鈴木大士 構成：菊池宣秀／安達光雄／山田泰暉 ナレーション：中村義洋 演出：菊池宣秀                                                        | 2016年03月02日 | 91分     |
| ほんとにあった!呪いのビデオ67 | 製作：張江肇／鈴木ワタル プロデューサー：宮田生哉／岩村修 演出補：川居尚美／森澤透馬／阿草祐己／熊倉健一 音楽・音響効果：ボン／鈴木大士 編集：菊池宣秀／今野恭成 タイトル制作：GLUEP 構成：菊池宣秀／安達光雄／岩本慎一／今野恭成 ナレーション：中村義洋 演出：菊池宣秀 | 2016年06月03日 | 80分     |
| ほんとにあった!呪いのビデオ68 | 製作：張江肇／鈴木ワタル プロデューサー：宮田生哉／岩村修 演出補：川居尚美／森澤透馬／阿草祐己／熊倉健一 音楽・音響効果：ボン／鈴木大士 編集：菊池宣秀／今野恭成 タイトル制作：GLUEP 構成：菊池宣秀／安達光雄／山崎太基／今野恭成 ナレーション：中村義洋 演出：菊池宣秀 | 2016年07月02日 | 91分     |
| ほんとにあった!呪いのビデオ69 | 製作：張江肇／鈴木ワタル プロデューサー：宮田生哉／岩村修 演出補：川居尚美／森澤透馬／阿草祐己／熊倉健一 音楽・音響効果：ボン／鈴木大士 編集：菊池宣秀／今野恭成 タイトル制作：GLUEP 構成：菊池宣秀／安達光雄／岩本慎一／今野恭成 ナレーション：中村義洋 演出：菊池宣秀 | 2016年08月03日 | 94分     |
| ほんとにあった!呪いのビデオ70 | 製作：張江肇／鈴木ワタル プロデューサー：宮田生哉／岩村修 演出補：川居尚美／森澤透馬／北村俊樹 編集：菊池宣秀／今野恭成 音楽・音響効果：ボン／鈴木大士 構成：菊池宣秀／今野恭成 ナレーション：中村義洋 演出：菊池宣秀                                                   | 2016年12月02日 | 101分    |

### 2017年
| 作品名                        | スタッフ | 発売日         | 収録時間 |
| ----------------------------- | --- | -------------- | -------- |
| ほんとにあった!呪いのビデオ71 | 製作：張江肇／鈴木ワタル プロデューサー：宮田生哉／岩村修 演出補：川居尚美／寒川聖美 編集：遠藤香代子 音楽：ボン 構成：佐上佳嗣／寺内康太郎／福田陽平 ナレーション：中村義洋 演出：福田陽平／寺内康太郎                                              | 2017年03月03日 | 66分     |
| ほんとにあった!呪いのビデオ72 | 製作：張江肇／鈴木ワタル プロデューサー：宮田生哉／岩村修 演出補：川居尚美／寒川聖美 編集：遠藤香代子 音楽：ボン 構成：佐上佳嗣／寺内康太郎／福田陽平／西貴人 ナレーション：中村義洋 演出：福田陽平／寺内康太郎                                      | 2017年06月02日 | 69分     |
| ほんとにあった!呪いのビデオ73 | 製作：張江肇／鈴木ワタル プロデューサー：宮田生哉／岩村修 演出補：川居尚美／寒川聖美／舞木ひと美／大力 演出応援：大塚裕司 編集：遠藤香代子 音楽：ボン 構成：佐上佳嗣／寺内康太郎／福田陽平／西貴人 ナレーション：中村義洋 演出：福田陽平／寺内康太郎 | 2017年07月05日 | 78分     |
| ほんとにあった!呪いのビデオ74 | 製作：張江肇／鈴木ワタル プロデューサー：宮田生哉／岩村修 演出補：川居尚美／寒川聖美／舞木ひと美／大力 演出応援：大塚裕司 編集：遠藤香代子 音楽：ボン 構成：佐上佳嗣／寺内康太郎／福田陽平／西貴人 ナレーション：中村義洋 演出：福田陽平／寺内康太郎 | 2017年08月02日 | 77分     |

### 2018年
| 作品名                         | スタッフ | 発売日         | 収録時間 |
| ------------------------------ | --- | -------------- | -------- |
| ほんとにあった!呪いのビデオ75  | 製作：張江肇／鈴木ワタル プロデューサー：宮田生哉／岩村修 演出補：川居尚美／寒川聖美／舞木ひと美／大力 演出補応援：大塚裕司 編集：遠藤香代子／福田陽平 編集協力：菊池宣秀／伊藤拓也／鳥居康剛 音楽・音響効果：ボン 構成：福田陽平／寺内康太郎／佐上佳嗣／西貴人／森澤透馬 ナレーション：中村義洋 演出：福田陽平／寺内康太郎          | 2018年01月06日 | 88分     |
| ほんとにあった!呪いのビデオ76  | 製作：張江肇／鈴木ワタル プロデューサー：宮田生哉／岩村修 演出補：山本屋歩／寒川聖美／舞木ひと美／大力 演出補応援：大塚裕司 編集：福田陽平／菊池宣秀／沖田光 音楽・音響効果：ボン 構成：福田陽平／西貴人／川居尚美／今野恭成／沖田光 演出協力：菊池宣秀／沖田光 ナレーション：中村義洋 演出：川居尚美／福田陽平                      | 2018年04月04日 | 86分     |
| ほんとにあった!呪いのビデオ77  | 製作：張江肇／鈴木ワタル プロデューサー：宮田生哉／岩村修 演出補：山本屋歩／寒川聖美／舞木ひと美／大力 演出補応援：大塚裕司 編集：福田陽平／菊池宣秀／藤本裕貴 音楽・音響効果：ボン 構成：福田陽平／川居尚美／新津徳也／美濃良偲 演出協力：菊池宣秀／美濃良偲 ナレーション：中村義洋 演出：川居尚美／福田陽平                        | 2018年07月04日 | 88分     |
| ほんとにあった!呪いのビデオ 78 | 製作：張江肇／鈴木ワタル プロデューサー：宮田生哉／岩村修 演出補：山本屋歩／寒川聖美／舞木ひと美／大力 演出補応援：大塚裕司 編集：福田陽平／菊池宣秀／藤本裕貴 音楽・音響効果：ボン 構成：福田陽平／川居尚美／新津徳也／美濃良偲 演出協力：菊池宣秀／美濃良偲 ナレーション：中村義洋 演出：川居尚美／福田陽平                        | 2018年08月03日 | 115分    |
| ほんとにあった!呪いのビデオ79  | 製作：張江肇／鈴木ワタル プロデューサー：宮田生哉／岩村修 演出補：山本屋歩／寒川聖美／舞木ひと美／大力 演出補見習い：星まおな 演出補応援：大塚裕司 編集：福田陽平／菊池宣秀／藤本裕貴 音楽・音響効果：ボン 構成：福田陽平／川居尚美／新津徳也／美濃良偲 演出協力：菊池宣秀／美濃良偲 ナレーション：中村義洋 演出：川居尚美／福田陽平 | 2018年12月05日 | 68分     |

### 2019年
| 作品名                        | スタッフ | 発売日         | 収録時間 |
| ----------------------------- | --- | -------------- | -------- |
| ほんとにあった!呪いのビデオ80 | 製作：張江肇／鈴木ワタル プロデューサー：宮田生哉／岩村修 演出補：山本屋歩／寒川聖美／舞木ひと美／大力／星まおな 演出補応援：大塚裕司 編集：福田陽平／菊池宣秀／藤本裕貴 音楽・音響効果：ボン 構成：福田陽平／川居尚美／新津徳也／美濃良偲 演出協力：菊池宣秀／美濃良偲／藤本裕貴／細沼孝之 ナレーション：中村義洋 演出：川居尚美／福田陽平 | 2019年01月09日 | 86分     |
| ほんとにあった!呪いのビデオ81 | 製作：張江肇／鈴木ワタル プロデューサー：宮田生哉／岩村修 演出補：中田亮／知花はる 演出協力：福田陽平／美濃良偲／藤本裕貴／細沼孝之 構成・編集：KANEDA 音楽・音響効果：久徳亮／ボン ナレーション：中村義洋 演出：KANEDA | 2019年04月03日 | 85分     |
| ほんとにあった!呪いのビデオ82 | 製作：張江肇／鈴木ワタル プロデューサー：張江暁／岩村修 演出補：中田亮／知花はる 音楽・音響効果：久徳亮／ボン 構成：KANEDA／新津徳也／美濃良偲 演出協力：菊池宣秀／美濃良偲／藤本裕貴／細沼孝之 ナレーション：中村義洋 演出：KANEDA | 2019年07月03日 | 61分     |
| ほんとにあった!呪いのビデオ83 | 製作：張江肇／鈴木ワタル プロデューサー：張江暁／岩村修 演出補：中田亮／知花はる 音楽・音響効果：久徳亮／ボン 構成：KANEDA／新津徳也／美濃良偲 演出協力：菊池宣秀／美濃良偲／藤本裕貴／細沼孝之 ナレーション：中村義洋 演出：KANEDA | 2019年08月03日 | 59分     |
| ほんとにあった!呪いのビデオ84 | 製作：張江肇／鈴木ワタル プロデューサー：張江暁／岩村修 演出補：中田亮／知花はる 音楽・音響効果：久徳亮／ボン 構成：KANEDA／新津徳也／美濃良偲 演出協力：菊池宣秀／美濃良偲／藤本裕貴／細沼孝之 ナレーション：中村義洋 演出：KANEDA | 2019年09月04日 | 70分     |
| ほんとにあった!呪いのビデオ85 | 製作：張江肇／鈴木ワタル プロデューサー：張江暁／岩村修 演出補：中田亮／知花はる／松尾みのる 音楽・音響効果：nine value set／ボン 構成：KANEDA／新津徳也 演出協力：菊池宣秀／藤本裕貴／細沼孝之 ナレーション：中村義洋 演出：KANEDA | 2019年11月27日 | 71分     |

### 2020年
| 作品名                             | スタッフ | 発売日                                 | 収録時間 |
| ---------------------------------- | --- | -------------------------------------- | -------- |
| ほんとにあった!呪いのビデオ86      | 製作：張江肇／鈴木ワタル プロデューサー：張江暁／岩村修 演出補：中田亮／知花はる／松尾みのる 音楽・音響効果：nine value set／ボン 構成：KANEDA／新津徳也 演出協力：菊池宣秀／藤本裕貴／細沼孝之 ナレーション：中村義洋 演出：KANEDA                                 | 2020年01月08日                         | 76分     |
| ほんとにあった!呪いのビデオ87      | 製作：張江肇／鈴木ワタル プロデューサー：張江暁／岩村修 演出補：中田亮／知花はる／上田謙太 音楽・音響効果：nine value set／ボン 構成：KANEDA／西貴人 演出協力：菊池宣秀／美濃良偲／藤本裕貴／細沼孝之／マキタカズオミ ナレーション：中村義洋 演出：KANEDA           | 2020年06月03日                         | 63分     |
| ほんとにあった!呪いのビデオ88      | 製作：張江肇／鈴木ワタル プロデューサー：張江暁／岩村修 演出補：川居尚美／中田亮／知花はる／上田謙太 音楽・音響効果：nine value set／ボン 構成：KANEDA／西貴人 演出協力：菊池宣秀／美濃良偲／藤本裕貴／細沼孝之／マキタカズオミ ナレーション：中村義洋 演出：KANEDA | 2020年07月03日                         | 64分     |
| ほんとにあった!呪いのビデオ89      | 製作：張江肇／鈴木ワタル プロデューサー：張江暁／岩村修 演出補：川居尚美／中田亮／知花はる／上田謙太 音楽・音響効果：nine value set／ボン 構成：KANEDA／西貴人 演出協力：菊池宣秀／美濃良偲／藤本裕貴／細沼孝之／マキタカズオミ ナレーション：中村義洋 演出：KANEDA | 2020年08月05日                         | 76分     |
| ほんとにあった!呪いのビデオ90      | 製作：張江肇／鈴木ワタル プロデューサー：張江暁／岩村修 演出補：江原大介／平山真好／高橋龍斗 音楽・音響効果：Jobanshi／ボン ナレーション：中村義洋 構成・演出：マキタカズオミ                                                                                       | 2020年12月04日                         | 82分     |
| ほんとにあった!呪いのビデオ 特恐編 | 製作：張江肇／鈴木ワタル 協力：岡田有澄(ファミリー劇場) プロデューサー：張江暁／岩村修 演出補：江原大介／平山真好／高橋龍斗 音楽・音響効果：Jobanshi／ボン 演出協力：菊池宣秀 ナレーション：中村義洋 構成・演出：マキタカズオミ                                     | 2020年12月18日(TV) 2022年10月07日(DVD) | 52分     |

### 2021年
| 作品名                        | スタッフ | 発売日         | 収録時間 |
| ----------------------------- | --- | -------------- | -------- |
| ほんとにあった!呪いのビデオ91 | 製作：張江肇／鈴木ワタル プロデューサー：張江暁／岩村修 演出補：江原大介／平山真好 音楽・音響効果：ボン／Jobanshi ナレーション：中村義洋 構成・演出：マキタカズオミ                                           | 2021年03月05日 | 66分     |
| ほんとにあった!呪いのビデオ92 | 製作：張江肇／鈴木ワタル プロデューサー：張江暁／岩村修 演出補：江原大介／中村真沙海／久木香里奈 音楽・音響効果：Jobanshi／ボン 演出協力：菊池宣秀／藤本裕貴 ナレーション 中村義洋 構成・演出：マキタカズオミ | 2021年07月7日  | 60分     |
| ほんとにあった!呪いのビデオ93 | 製作：張江肇／鈴木ワタル プロデューサー：張江暁／岩村修 演出補：江原大介／中村真沙海／久木香里奈 音楽・音響効果：Jobanshi／ボン 演出協力：菊池宣秀／藤本裕貴 ナレーション 中村義洋 構成・演出：マキタカズオミ | 2021年08月06日 | 62分     |
| ほんとにあった!呪いのビデオ94 | 製作：張江肇／鈴木ワタル プロデューサー：張江暁／岩村修 演出補：江原大介／中村真沙海／久木香里奈 音楽・音響効果：Jobanshi／ボン 演出協力：菊池宣秀／藤本裕貴 ナレーション 中村義洋 構成・演出：マキタカズオミ | 2021年10月06日 | 89分     |

### 2022年
| 作品名                        | スタッフ | 発売日         | 収録時間 |
| ----------------------------- | --- | -------------- | -------- |
| ほんとにあった!呪いのビデオ95 | 製作：張江肇／鈴木ワタル プロデューサー：張江暁／岩村修 演出補：男鹿悠太／久木香里奈 音楽・音響効果：ボン 演出協力：菊池宣秀／マキタカズオミ ナレーション：中村義洋 構成・演出：藤本裕貴                       | 2022年03月09日 | 78分     |
| ほんとにあった!呪いのビデオ96 | 製作：張江肇／鈴木ワタル プロデューサー：張江暁／岩村修 演出補：男鹿悠太／久木香里奈 音楽・音響効果：ボン 構成：藤本裕貴／田中翔 ナレーション：中村義洋 演出：藤本裕貴                                         | 2022年06月08日 | 78分     |
| ほんとにあった!呪いのビデオ97 | 製作：張江肇／鈴木ワタル プロデューサー：張江暁／岩村修 演出補：男鹿悠太／久木香里奈 音楽・音響効果：ボン 構成：藤本裕貴／田中翔 構成協力：関口さと子 演出協力：菊池宣秀 ナレーション：中村義洋 演出：藤本裕貴 | 2022年07月06日 | 71分     |
| ほんとにあった!呪いのビデオ98 | 製作：張江肇／鈴木ワタル プロデューサー：張江暁／岩村修 演出補：男鹿悠太／久木香里奈 音楽・音響効果：ボン 構成：藤本裕貴／田中翔 構成協力：新津徳也 演出協力：菊池宣秀 ナレーション：中村義洋 演出：藤本裕貴   | 2022年08月05日 | 65分     |

### 2023年
| 作品名                                | スタッフ | 発売日                                     | 収録時間 |
| ------------------------------------- | --- | ------------------------------------------ | -------- |
| ほんとにあった!呪いのビデオ99         | 製作：張江肇／鈴木ワタル プロデューサー：張江暁／岩村修 演出補：男鹿悠太／木勢まりあ 音楽・音響効果：ボン 構成：藤本裕貴／田中翔 構成協力：関口さと子 演出協力：菊池宣秀／寺西涼 ナレーション：中村義洋 演出：藤本裕貴 | 2023年01月06日                             | 72分     |
| ほんとにあった!呪いのビデオ101        | 製作：張江肇／鈴木ワタル プロデューサー：張江暁／岩村修 演出補：男鹿悠太／木勢まりあ／齊藤凛太朗 音楽・音響効果：ボン 構成：藤本裕貴／田中翔 構成協力：関口さと子 演出協力：寺西涼 ナレーション：中村義洋 演出：藤本裕貴 | 2023年04月07日                             | 65分     |
| 劇場版 ほんとにあった!呪いのビデオ100 | 製作：張江肇／鈴木ワタル プロデューサー：張江暁／岩村修 撮影：川島周 演出補：男鹿悠太／木勢まりあ／久木香里奈 演出助手：石川真吾／渡辺凌駕 編集：石川真吾 音楽・音響効果：ボン 整音：綾智樹／村上怜 モザイク処理：寺西涼 機材協力：鈴木雅也／西岡ほさな／木村修一 MAスタジオ：J-Force 演出協力：藤本裕貴 構成・演出・ナレーション：中村義洋 | 2023年07月28日(映画館) 2023年12月06日(DVD) | 98分     |
| ほんとにあった!呪いのビデオ102        | 製作：張江肇／鈴木ワタル プロデューサー：張江暁／岩村修 演出補：木勢まりあ／田中翔 構成：藤本裕貴／田中翔 演出協力：寺西涼／美濃良偲／菊池宣秀 構成協力：関口さと子 音楽・音響効果：ボン ナレーション：中村義洋 演出：藤本裕貴 | 2023年08月04日                             | 76分     |
| ほんとにあった!呪いのビデオ103        | 製作：張江肇／鈴木ワタル プロデューサー：張江暁／岩村修 演出補：木勢まりあ／田中翔 構成：藤本裕貴／田中翔 演出協力：寺西涼／美濃良偲／菊池宣秀 構成協力：関口さと子 編集協力：寺西涼 音楽・音響効果：ボン ナレーション：中村義洋 演出：藤本裕貴                                                                                             | 2023年09月06日                             | 65分     |
| ほんとにあった!呪いのビデオ104        | 製作：張江肇／鈴木ワタル プロデューサー：張江暁／岩村修 演出補：木勢まりあ／田中翔／小林あかり 構成：藤本裕貴／田中翔 演出協力：寺西涼／美濃良偲／菊池宣秀 構成協力：関口さと子 編集協力：寺西涼 音楽・音響効果：ボン ナレーション：中村義洋 演出：藤本裕貴                                                                                 | 2023年10月06日                             | 79分     |

### 2024年
| 作品名                                | スタッフ | 発売日                                     | 収録時間 |
| ------------------------------------- | --- | ------------------------------------------ | -------- |
| ほんとにあった!呪いのビデオ105        | 製作：張江肇／鈴木ワタル プロデューサー：張江暁／岩村修 演出補：男鹿悠太／木勢まりあ／渡辺凌駕 演出協力：菊池宣秀 音楽・音響効果：ボン ナレーション：中村義洋 構成・演出：藤本裕貴                                         | 2024年03月06日                             | 70分     |
| ほんとにあった!呪いのビデオ106        | 製作：張江肇／鈴木ワタル プロデューサー：張江暁／岩村修 演出補：男鹿悠太／木勢まりあ／美濃良偲 演出協力：菊池宣秀 構成協力：新津徳也 編集協力：美濃良偲 音楽・音響効果：ボン ナレーションー：中村義洋 構成・演出：藤本裕貴 | 2024年07月05日                             | 65分     |
| ほんとにあった!呪いのビデオ107        | 製作：張江肇／鈴木ワタル プロデューサー：張江暁／岩村修 演出補：男鹿悠太／木勢まりあ／美濃良偲 演出協力：菊池宣秀 構成協力：新津徳也 編集協力：美濃良偲 音楽・音響効果：ボン ナレーションー：中村義洋 構成・演出：藤本裕貴 | 2024年08月07日                             | 82分     |
| ほんとにあった!呪いのビデオ108        | 製作：張江肇／鈴木ワタル プロデューサー：張江暁／岩村修 演出補：男鹿悠太／木勢まりあ／美濃良偲 演出協力：菊池宣秀 構成協力：新津徳也 編集協力：美濃良偲 音楽・音響効果：ボン ナレーションー：中村義洋 構成・演出：藤本裕貴 | 2024年08月07日                             | 77分     |
| 劇場版 ほんとにあった!呪いのビデオ109 | 製作：張江肇／鈴木ワタル プロデューサー：張江暁／岩村修 演出補：藤本裕貴／男鹿悠太／美濃良偲 調査協力：一ノ瀬マキ 音楽・音響効果：ボン ナレーション：中村義洋 構成・演出：菊池宣秀                                         | 2024年11月08日(映画館) 2024年12月06日(DVD) | 100分    |

### 2025年
| 作品名                         | スタッフ | 発売日         | 収録時間 |
| ------------------------------ | --- | -------------- | -------- |
| ほんとにあった!呪いのビデオ110 | 製作：張江肇／鈴木ワタル プロデューサー：張江暁／岩村修 演出補：男鹿悠太／美濃良偲 構成協力：新津徳也 編集協力：美濃良偲 音楽・音響効果：ボン ナレーション：中村義洋 構成・演出：藤本裕貴                                         | 2025年03月07日 | 81分     |
| ほんとにあった!呪いのビデオ111 | 製作：張江肇／鈴木ワタル プロデューサー：張江暁／岩村修 演出補：男鹿悠太／美濃良偲 演出助手：清家天 撮影：美濃良偲 構成協力：美濃良偲／田中翔 編集協力：美濃良偲 音楽・音響効果：ボン ナレーション：中村義洋 構成・演出：藤本裕貴 | 2025年07月04日 | 71分     |
| ほんとにあった!呪いのビデオ112 | 製作：張江肇／鈴木ワタル プロデューサー：張江暁／岩村修 演出補：男鹿悠太／美濃良偲 演出助手：清家天 撮影：美濃良偲 構成協力・編集協力：美濃良偲 音楽・音響効果：ボン ナレーション：中村義洋 構成・演出：藤本裕貴                  | 2025年08月06日 | 68分     |
| ほんとにあった!呪いのビデオ113 | 製作：張江肇／鈴木ワタル プロデューサー：張江暁／岩村修 演出補：男鹿悠太／美濃良偲 演出助手：清家天 撮影：美濃良偲 構成協力・編集協力：美濃良偲 音楽・音響効果：ボン ナレーション：中村義洋 構成・演出：藤本裕貴                  | 2025年09月05日 |          |

### BEST SELECTION
- 『ほんとにあった!呪いのビデオBEST SELECTION 1～3』、戦慄の映像を厳選6エピソード収録と未公開映像をそれぞれ収録
- 『ほんとにあった!呪いのビデオBEST SELECTION DVD BOX（DVD付）』、戦慄の映像を厳選12エピソード収録（書籍扱い）
- 『ほんとにあった!呪いのビデオ 最恐の呪縛編DVD BOX（DVD付）』、戦慄の映像を厳選13エピソード収録（書籍扱い）
- 『ほんとにあった!呪いのビデオ 最恐映像厳選版DVD-BOX BOOK（DVD付）』、戦慄の映像を厳選15エピソード収録（書籍扱い）
- 『ほんとにあった!呪いのビデオ 怖すぎるBEST DVD BOOK（DVD付）』、戦慄の映像を厳選17エピソード収録（書籍扱い）
- 『ほんとにあった!呪いのビデオ 恐怖の最安価格DVD-BOOK（DVD付）』、戦慄の映像を厳選12エピソード収録（書籍扱い）

| 作品名                                                         | スタッフ | 発売日         | 収録時間 |
| -------------------------------------------------------------- | --- | -------------- | -------- |
| ほんとにあった!呪いのビデオBEST SELECTION                      | 製作：張江肇／鈴木ワタル プロデューサー：木谷奈津子／大橋孝史 構成：中村義洋／鈴木謙一 スタッフ：小作憲司／渡辺まどか／今井久／神林尚／深津智男／井口綾子／大吉悟司／和氣俊之 音楽：原田智弘 ナレーション：中村義洋／高橋眞三樹 －特典映像－ 構成・編集：近藤太 編集協力：坂本一雪 | 2002年07月26日 | 49分     |
| ほんとにあった!呪いのビデオBEST SELECTION 2                    | 製作：張江肇／鈴木ワタル プロデューサー：木谷奈津子／大橋孝史 構成：中村義洋／鈴木謙一 スタッフ：小作憲司／渡辺まどか／今井久／神林尚／深津智男／井口綾子／大吉悟司／和氣俊之 音楽：原田智弘 ナレーション：中村義洋／高橋眞三樹 －特典映像－ 構成・編集：近藤太 編集協力：坂本一雪 | 2002年07月26日 | 50分     |
| ほんとにあった!呪いのビデオBEST SELECTION 3                    | 製作：張江肇／鈴木ワタル プロデューサー：木谷奈津子／大橋孝史 構成：中村義洋／鈴木謙一 スタッフ：小作憲司／渡辺まどか／今井久／神林尚／深津智男／井口綾子／大吉悟司／和氣俊之 音楽：原田智弘 ナレーション：中村義洋／高橋眞三樹 －特典映像－ 構成・編集：近藤太 編集協力：坂本一雪 | 2002年07月26日 | 55分     |
| ほんとにあった!呪いのビデオBEST SELECTION DVD-BOX              | 製作：張江肇／鈴木ワタル プロデューサー：木谷奈津子／大橋孝史 構成：中村義洋／鈴木謙一 スタッフ：小作憲司／渡辺まどか／今井久／神林尚／深津智男／井口綾子／大吉悟司／和氣俊之 音楽：原田智弘 ナレーション：中村義洋／高橋眞三樹 －特典映像－ 構成・編集：近藤太 編集協力：坂本一雪 | 2002年07月26日 | 154分    |
| ほんとにあった!呪いのビデオ BEST SELECTION DVD BOX (DVD付)     | 構成・演出：坂本一雪／福田陽平／児玉和土 | 2010年05月27日 | 102分    |
| ほんとにあった!呪いのビデオ 最恐の呪縛編DVD BOX (DVD付)        | 構成・演出：坂本一雪／福田陽平／児玉和土 | 2011年05月24日 | 126分    |
| ほんとにあった!呪いのビデオ 最恐映像厳選版DVD-BOX BOOK (DVD付) | 構成・演出：竹島頓首／福田陽平／児玉和土／岩澤宏樹 | 2013年07月16日 | 120分    |
| ほんとにあった!呪いのビデオ 怖すぎるBEST DVD BOOK (DVD付)      | 構成・演出：福田陽平／児玉和土／岩澤宏樹 | 2014年07月28日 | 122分    |
| ほんとにあった!呪いのビデオ 恐怖の最安価格DVD-BOOK (DVD付)     | 構成・演出：松江哲明／児玉和土／岩澤宏樹 | 2015年06月29日 | 92分     |
| 劇場版 ほんとにあった!呪いのビデオBEST 10                      | 製作：張江肇／鈴木ワタル プロデューサー：宮田生哉／岩村修 撮影協力：西川祐司／親川龍之介 タイトル演出：藤本裕貴 音楽：ボン ナレーション：中村義洋／高橋眞三樹 構成・演出：坂本一雪／福田陽平／児玉和土／岩澤宏樹／菊池宣秀／寺内康太郎                                             | 2018年11月03日 | 80分     |
| 劇場版 ほんとにあった!呪いのビデオBEST OF BEST                 | 構成・演出：坂本一雪／福田陽平／児玉和土／岩澤宏樹／菊池宣秀 | 2020年03月20日 | 80分     |

### DVD BOX
- 『ほんとにあった!呪いのビデオ パーフェクトDVD BOX 1』には、通常版パート1 - パート8・Special - Special 5までを収録。
- 『ほんとにあった!呪いのビデオ パーフェクトDVD BOX 2』には、通常版パート9 - パート16・Ver. X - Ver. X: 4までを収録。
- 『ほんとにあった!呪いのビデオ パーフェクトDVD BOX 3』には、通常版パート17 - パート25・THE MOVIE 1 & 2・リング篇・戦慄投稿 BEST 20までを収録。
- 『ほんとにあった!呪いのビデオ パーフェクトDVD BOX 4』には、通常版パート26 - パート38までを収録。
- 『ほんとにあった!呪いのビデオ パーフェクトDVD BOX 5』には、通常版パート39 - パート51までを収録。
- 『ほんとにあった!呪いのビデオ パーフェクトDVD BOX 6』には、通常版パート52 - パート64までを収録。
- 『ほんとにあった!呪いのビデオ パーフェクトDVD BOX 7』には、通常版パート65 - パート77までを収録。
- 『ほんとにあった!呪いのビデオ パーフェクトDVD BOX 8』には、通常版パート78 - パート90までを収録。

| 作品名                                            | スタッフ                                                             | 発売日         | 収録時間 |
| ------------------------------------------------- | -------------------------------------------------------------------- | -------------- | -------- |
| ほんとにあった!呪いのビデオ パーフェクトDVD BOX 1 | 構成・演出：中村義洋／松江哲明／近藤太／坂本一雪                     | 2007年06月08日 | 794分    |
| ほんとにあった!呪いのビデオ パーフェクトDVD BOX 2 | 構成・演出：九重勇次朗／松江哲明／白石晃士／坂本一雪／福田陽平       | 2007年07月06日 | 797分    |
| ほんとにあった!呪いのビデオ パーフェクトDVD BOX 3 | 構成・演出：近藤太／坂本一雪／白石晃士／山本清史／福田陽平／児玉和土 | 2007年08月03日 | 948分    |
| ほんとにあった!呪いのビデオ パーフェクトDVD BOX 4 | 構成・演出：児玉和土                                                 | 2010年08月06日 | 802分    |
| ほんとにあった!呪いのビデオ パーフェクトDVD BOX 5 | 構成・演出：児玉和土／岩澤宏樹                                       | 2013年03月02日 | 850分    |
| ほんとにあった!呪いのビデオ パーフェクトDVD BOX 6 | 構成・演出：岩澤宏樹／菊池宣秀                                       | 2013年03月02日 | 938分    |
| ほんとにあった!呪いのビデオ パーフェクトDVD BOX 7 | 構成・演出：菊池宣秀／福田陽平／寺内康太郎／川居尚美                 | 2018年08月03日 | 1100分   |
| ほんとにあった!呪いのビデオ パーフェクトDVD BOX 8 | 構成・演出：川居尚美／福田陽平／KANEDA／マキタカズオミ               | 2021年01月08日 | 976分    |

## コミック版
2005年11月から2006年4月まで、過去に古川書房が出版していたコミック。タイトルは「ほんとにあった!呪いのビデオCOMIC」。レーベルは古川コミックス。全5巻が出版され長谷川美香、前田じろう、文雅、金子デメリンなどの漫画家が描いた。副題は「リアルホラーコミックアンソロジー」。都市伝説、歴史上の実話からの黒歴史、心霊スポットなど多岐に渡る題材を翻案したものであり、副題の通り1巻あたり7名から8名前後の作者によってまとめたアンソロジーコミックである。なお、編集・著者は「ほんとにあった!呪いのビデオCOMIC製作委員会」となっていた。

## その他・特番提供
TBSで放送の単発特別番組・「スパモク!!」枠放送の特集である「世界の恐怖映像」の中から映像提供を貰っている。
テレビ東京で放送の単発特別番組「最恐映像ノンストップ」の中から映像提供を貰っている。

## CSでの放送
CSのファミリー劇場「オカルトフライデー」枠内である毎週金曜日の夜間（近年は午後9時 - 午後11時台、以前は午後6時30分 - 午後8時台）時間帯で放送。その他、不特定曜日の午前2時 - 午前4時台（かつては、毎週土曜日の午前2時 - 午前3時30分）といった時間帯で2021年現在も放送されている。エンタメ〜テレ、日テレプラスなどのCS局でも放送されている。

## 書籍
- ほんとにあった!呪いのビデオ. 二見書房. (March 2003). ISBN 978-4576030494
- ほんとにあった!呪いのビデオCOMIC―リアルホラーコミックアンソロジー（Vol.1）. 古川書房. (November 2005). ISBN 978-4892363481
- ほんとにあった!呪いのビデオCOMIC―リアルコミックホラーアンソロジー（Vol.2）. 古川書房. (January 2006). ISBN 978-4892363504
- ほんとにあった!呪いのビデオCOMIC―リアルコミックホラーアンソロジー（Vol.3）. 古川書房. (February 2006). ISBN 978-4892363528
- ほんとにあった!呪いのビデオCOMIC―リアルホラーコミックアンソロジー（Vol.4）. 古川書房. (March 2006). ISBN 978-4892363542
- ほんとにあった!呪いのビデオCOMIC―リアルコミックホラーアンソロジー（Vol.5）. 古川書房. (April 2006). ISBN 978-4892363597
- ほんとにあった!呪いのビデオ BEST SELECTION DVD BOX（DVD付）（大型本）. 宝島社. (May 2010). ISBN 978-4796677486